# Nekrolog 4. Quartal 1944
Nekrolog
◄◄
| ◄
| 1940
| 1941
| 1942
| 1943
| 1944 | 1945 | 1946 | 1947 | 1948 | ► | ►►
1. Quartal |
2. Quartal |
3. Quartal |
4. Quartal 1944
Weitere Ereignisse | Allgemeiner Nekrolog 1944
Die Beschreibung der verstorbenen Person sollte so kurz wie möglich gehalten sein und nur deren signifikante Tätigkeit(en) enthalten.
Neue Namen ggf. auch unter dem Geburts- und Sterbedatum, also etwa unter 1. Januar und im Geburts- und Sterbejahr (2024) eintragen (nur bei entsprechender großer Wichtigkeit). Für Beispiele siehe die schon vorhandenen Artikel.
Außerdem über die fünf zuletzt Verstorbenen, zu denen es einen ausreichend guten Artikel für eine Präsentation auf der Hauptseite gibt, nach der todesbedingten Überarbeitung der Artikel ggf. auch unter Wikipedia Diskussion:Hauptseite informieren und sie am besten auch in den anderen Wikipedia-Sprachversionen eintragen. Tipp: Regelmäßig bei news.google.de nach „ist tot“, „gestorben“ oder „verstorben“ suchen.
Wenn eine Person gestorben ist, gibt es viele Seiten zu dieser Person in der Wikipedia, die davon auch betroffen sind und entsprechend aktualisiert werden müssen. Beispiele: Namenübersichtsseite, Geburtsjahr, Geburtsort-Seiten und viele mehr.
Wie finde ich die betroffenen Seiten?
Im Suchfeld auf der linken Seite gibt man den Suchbegriff so ein: „Vorname Nachname“. Dann klickt man auf Volltext und alle Seiten mit entsprechendem Suchtext werden aufgerufen. Hier sieht man dann schnell, wo auch das Todesjahr Sinn macht oder sogar ein Teil des Artikels angepasst werden muss. Auch hilft das „Werkzeug“ auf der linken Seite sehr gut, um solche Seiten aufzufinden: „Links auf diese Seite“. Somit ist die Wikipedia wieder aktuell in allen Bereichen! Hinweis: bei Eintragung der Kategorie „Gestorben JAHR“ wird der Missbrauchsfilter 49 ausgelöst, was jedoch nicht schlimm ist. Siehe: Spezial:Missbrauchsfilter/49
Dies ist eine Liste von im vierten Quartal 1944 verstorbenen bekannten Persönlichkeiten. Die Einträge erfolgen innerhalb der einzelnen Daten alphabetisch sortiert. Tiere sind im Nekrolog für Tiere zu finden.

## Oktober
| Tag         | Name                                   | Beruf, bekannt als | Alter | Beleg |
| ----------- | -------------------------------------- | --- | ----- | ----- |
| 1. Oktober  | Julius Augapfel                        | österreichisch-deutscher Rabbiner | 52    |       |
| 1. Oktober  | William W. Chalmers                    | US-amerikanischer Politiker | 82    |       |
| 1. Oktober  | Elia Comini                            | römisch-katholischer Märtyrer | 34    |       |
| 1. Oktober  | Max Ehrlich                            | deutscher Kabarettist, Schauspieler und Filmregisseur                                                                                  | 51    |       |
| 1. Oktober  | Gerhard Frank                          | deutscher Rabbiner | 31    |       |
| 1. Oktober  | Karl Frik                              | deutscher Röntgenologe | 65    |       |
| 1. Oktober  | William Mulock                         | kanadischer Jurist und Politiker, Unterhausabgeordneter, Bundesminister und Vizegouverneur von Ontario                                 | 101   |       |
| 1. Oktober  | Rudolf Schmundt                        | deutscher Offizier, zuletzt General der Infanterie; Chefadjutant der deutschen Wehrmacht bei Adolf Hitler; Chef des Heerespersonalamts | 48    |       |
| 2. Oktober  | Eugenie Haug                           | deutsche Politikerin (NSDAP) | 53    |       |
| 2. Oktober  | Wilhelm Heinrich                       | deutscher Bauingenieur und Eisenbahnmanager                                                                                            | 62    |       |
| 2. Oktober  | Rose Jakobs                            | deutsche Jüdin und Tagebuchschreiberin                                                                                                 | 19    |       |
| 2. Oktober  | Carl Joseph Kuckhoff                   | deutscher Politiker (Zentrum), MdR | 66    |       |
| 2. Oktober  | Vojtěch Luža                           | tschechoslowakischer General und Widerstandskämpfer                                                                                    | 53    |       |
| 2. Oktober  | Marcus Simaika                         | ägyptischer Beamter und Begründer des Koptischen Museums, Koptologe                                                                    |       |       |
| 2. Oktober  | Franz Vaahsen                          | deutscher Pfarrer | 62    |       |
| 3. Oktober  | Alfred Andreesen                       | deutscher Pädagoge | 58    |       |
| 3. Oktober  | Franz Brunet                           | banatschwäbischer römisch-katholischer Geistlicher und Märtyrer                                                                        | 45    |       |
| 3. Oktober  | Hermann Feiner                         | österreichischer Schauspieler, Sänger, Regisseur und Theaterleiter                                                                     | 55    |       |
| 3. Oktober  | Benjamin Fondane                       | rumänisch-französischer Dichter, Dramatiker, Regisseur, Kritiker                                                                       | 45    |       |
| 3. Oktober  | Otto Gerig                             | deutscher Gewerkschafter und Politiker (Zentrum), MdR                                                                                  | 59    |       |
| 3. Oktober  | Wladislaw Ludwigowitsch Kotwitsch      | russisch-polnischer Mongolist, Altaist und Hochschullehrer                                                                             | 72    |       |
| 3. Oktober  | Hans Salomon Landshut                  | deutscher Arzt | 47    |       |
| 3. Oktober  | Narciso Pasta                          | italienischer Bahnradsportler | 71    |       |
| 3. Oktober  | Otto Josef Schlein                     | deutscher Arzt und Kommunist jüdischen Glaubens                                                                                        | 49    |       |
| 4. Oktober  | Harry Beresford                        | britischer Schauspieler und Autor | 80    |       |
| 4. Oktober  | Maurits van Löben Sels                 | niederländischer Fechter | 68    |       |
| 4. Oktober  | Alfred E. Smith                        | US-amerikanischer Politiker | 70    |       |
| 4. Oktober  | Walter Wassermann                      | deutscher Schauspieler und Drehbuchautor                                                                                               | 61    |       |
| 4. Oktober  | Karl Weinmair                          | deutscher Maler |       |       |
| 4. Oktober  | Fritz Weiss                            | tschechischer Bandleader des Jazz | 25    |       |
| 4. Oktober  | Michail Wassiljewitsch Wolozkoi        | sowjetischer Genetiker | 51    |       |
| 5. Oktober  | Anton Bezler                           | deutscher Turner des TSV Göggingen 1875                                                                                                | 35    |       |
| 5. Oktober  | Henri Frager                           | französischer Widerstandskämpfer | 47    |       |
| 5. Oktober  | Gustav von Dänemark                    | dänischer Prinz | 57    |       |
| 5. Oktober  | Felix Herzfelder                       | deutscher Rechtsanwalt und juristischer Fachbuchautor                                                                                  | 80    |       |
| 5. Oktober  | Anton Krzikalla                        | deutscher Politiker (USPD, KPD), MdR                                                                                                   | 57    |       |
| 5. Oktober  | Regis Henri Post                       | US-amerikanischer Politiker | 74    |       |
| 5. Oktober  | Tōyama Mitsuru                         | japanischer Nationalist, Panasianist, Gründer der ultranationalistischen politischen Organisation Gen’yōsha                            | 89    |       |
| 6. Oktober  | Karl Baas                              | deutscher Medizinhistoriker und Augenarzt                                                                                              | 78    |       |
| 6. Oktober  | Eugène Fabry                           | französischer Mathematiker | 87    |       |
| 6. Oktober  | Arthur Berriedale Keith                | schottischer Sanskritforscher und Historiker                                                                                           | 65    |       |
| 6. Oktober  | Hermann Paull                          | deutscher Mediziner und Autor | 76    |       |
| 6. Oktober  | Karl-Heinz Rosch                       | deutscher Soldat | 18    |       |
| 6. Oktober  | Platon Rossetos                        | griechischer Brauer, Bürgermeister von Katerini                                                                                        |       |       |
| 6. Oktober  | Efim Schachmeister                     | russischer Geiger und Tanzkapellenleiter                                                                                               | 50    |       |
| 6. Oktober  | Julia Schily-Koppers                   | deutsche Malerin | 89    |       |
| 6. Oktober  | Walter Schroth                         | deutscher General der Infanterie | 62    |       |
| 6. Oktober  | Jaroslav Vedral                        | tschechoslowakischer General und Widerstandskämpfer                                                                                    | 48    |       |
| 6. Oktober  | Ilse Weber                             | tschechoslowakische deutschsprachige jüdische Schriftstellerin                                                                         | 41    |       |
| 7. Oktober  | Kurt Adams                             | deutscher Politiker (SPD), MdHB, Opfer des Nationalsozialismus                                                                         | 54    |       |
| 7. Oktober  | Diego von Bergen                       | deutscher Diplomat | 71    |       |
| 7. Oktober  | Arnaldo Faustini                       | italienischer Kartograph | 71    |       |
| 7. Oktober  | Gori                                   | estnischer Karikaturist der Zwischenkriegszeit                                                                                         | 50    |       |
| 7. Oktober  | Jacobus H. Kann                        | Zionist, Bankier und Diplomat | 72    |       |
| 7. Oktober  | Helmut Lent                            | deutscher Offizier, Flieger der Luftwaffe im Zweiten Weltkrieg                                                                         | 26    |       |
| 7. Oktober  | Abraham Léon                           | jüdischer Kommunist |       |       |
| 7. Oktober  | Piet Plantinga                         | niederländischer Wasserballspieler | 48    |       |
| 7. Oktober  | Josef Maria Plöchl                     | österreichischer Chemiker | 44    |       |
| 7. Oktober  | Fritz Schellbach                       | deutscher Kommunist und Gegner des Nationalsozialismus                                                                                 | 39    |       |
| 7. Oktober  | Torleif Torkildsen                     | norwegischer Turner und Tennisspieler                                                                                                  | 52    |       |
| 8. Oktober  | Jean d’Aulan                           | französischer Unternehmer, Bobfahrer, Flieger und Automobilrennfahrer                                                                  | 43    |       |
| 8. Oktober  | Maximilian Boehm                       | deutschbaltischer Pädagoge | 85    |       |
| 8. Oktober  | Walter Corde                           | deutscher Maler | 68    |       |
| 8. Oktober  | Oszkár Gerde                           | ungarischer Säbelfechter und Olympiasieger 1908 und 1912                                                                               | 61    |       |
| 8. Oktober  | Hugo Grimm                             | österreichischer Maler | 78    |       |
| 8. Oktober  | Karl Güldenapfel                       | evangelisch-lutherischer Pfarrer | 85    |       |
| 8. Oktober  | Sergio Panunzio                        | italienischer Theoretiker des Syndikalismus                                                                                            | 58    |       |
| 8. Oktober  | Viktor Pestek                          | rumänischer SS-Rottenführer im KZ Auschwitz                                                                                            | 20    |       |
| 8. Oktober  | Esther Philipse                        | niederländische Schauspielerin | 31    |       |
| 8. Oktober  | Louis Rennert                          | deutscher Politiker (SPD), MdL im Freistaat Sachsen-Meiningen und Thüringen                                                            | 64    |       |
| 8. Oktober  | Michael Rothen                         | banatschwäbischer römisch-katholischer Geistlicher und Märtyrer                                                                        | 49    |       |
| 8. Oktober  | Wendell Willkie                        | US-amerikanischer Jurist und Geschäftsmann                                                                                             | 52    |       |
| 9. Oktober  | Friedl Dicker-Brandeis                 | österreichische Malerin, Kunsthandwerkerin und Innenarchitektin                                                                        | 46    |       |
| 9. Oktober  | Richard Düwell                         | deutscher Journalist, Theaterkritiker, Rundfunkreporter, Dramaturg und Cheflektor beim Film während der Zeit des Nationalsozialismus   | 42    |       |
| 9. Oktober  | Nikolaus Christoph von Halem           | deutscher Widerstandskämpfer, Gegner und Opfer des Nationalsozialismus                                                                 | 39    |       |
| 9. Oktober  | Kitty Marion                           | US-amerikanische Suffragette | 73    |       |
| 9. Oktober  | Vinzenz Platajs                        | Zeuge Jehovas und NS-Opfer | 45    |       |
| 9. Oktober  | Ottilie Wollmann                       | deutsche Bildhauerin | 62    |       |
| 10. Oktober | Paul Gerlach                           | deutscher Politiker (SPD), MdR | 56    |       |
| 10. Oktober | Friedrich Grattenauer                  | deutscher Marineoffizier | 49    |       |
| 10. Oktober | Alexander Herzberg                     | deutscher Mediziner, Psychologe und Philosoph                                                                                          | 57    |       |
| 10. Oktober | Voldemārs Irbe                         | lettischer Maler | 50    |       |
| 10. Oktober | Gösta Lundquist                        | schwedischer Segler | 52    |       |
| 10. Oktober | Jack Murdoch                           | kanadischer Ruderer | 36    |       |
| 10. Oktober | Erika Wedekind                         | deutsche Opernsängerin (Sopran) | 75    |       |
| 11. Oktober | Heinrich Bartsch                       | deutscher kommunistischer Widerstandskämpfer gegen den Nationalsozialismus                                                             | 38    |       |
| 11. Oktober | Erich Boltze                           | deutscher Widerstandskämpfer | 39    |       |
| 11. Oktober | José Luis Cantilo                      | argentinischer Politiker, Bürgermeister, Gouverneur, Mitglied der Unión Cívica Radical                                                 | 73    |       |
| 11. Oktober | Rudolf Hennig                          | deutscher Handwerker und Politiker (KPD), MdR                                                                                          | 49    |       |
| 11. Oktober | Fritz Hirschfeld                       | deutscher jüdischer Richter, ermordet in Auschwitz                                                                                     | 57    |       |
| 11. Oktober | Lilly Jankelowitz                      | deutsche Schauspielerin, Opern- und Operettensängerin, Opfer des Holocaust                                                             | 37    |       |
| 11. Oktober | Józef Kałuża                           | polnischer Fußballspieler und -trainer                                                                                                 | 48    |       |
| 11. Oktober | Adolf Edgar Licho                      | russischer Schauspieler, Theaterregisseur, Theaterleiter, Filmregisseur und Drehbuchautor                                              | 68    |       |
| 11. Oktober | Rudolf Mokry                           | deutscher Schlosser, Sportler, Kommunist und Widerstandskämpfer                                                                        | 39    |       |
| 11. Oktober | Samuel Newton                          | kanadischer Sportschütze | 62    |       |
| 11. Oktober | Hanns Rothbarth                        | deutscher Kommunist und KZ-Häftling | 40    |       |
| 11. Oktober | Augustin Sandtner                      | deutscher KPD-Funktionär | 51    |       |
| 11. Oktober | Ernst Schneller                        | deutscher Lehrer und Politiker (KPD), MdR                                                                                              | 53    |       |
| 11. Oktober | Siegmund Sredzki                       | deutscher Widerstandskämpfer gegen den Nationalsozialismus                                                                             | 51    |       |
| 11. Oktober | Mathias Thesen                         | deutscher Politiker (KPD), MdR, im KZ Sachsenhausen erschossen                                                                         | 53    |       |
| 11. Oktober | Rolf Witting                           | finnischer Politiker | 65    |       |
| 11. Oktober | Ludger Zollikofer                      | deutscher KPD-Funktionär und Widerstandskämpfer gegen den Nationalsozialismus                                                          | 50    |       |
| 12. Oktober | Ruben Baer                             | jüdischer Junge, der im KZ Auschwitz-Birkenau ermordet wurde                                                                           | 5     |       |
| 12. Oktober | Ramón Castillo                         | argentinischer Politiker, Präsident von Argentinien                                                                                    | 70    |       |
| 12. Oktober | Kazimierz Jabłczyński                  | polnischer Chemiker | 75    |       |
| 12. Oktober | Marie-Anna Jonas                       | deutsche Ärztin | 51    |       |
| 12. Oktober | Paul Kisch                             | deutscher Journalist und Literaturkritiker in Prag                                                                                     | 60    |       |
| 12. Oktober | Carl Langbehn                          | deutscher Jurist | 42    |       |
| 12. Oktober | Viktor Lederer                         | österreichischer Musikschriftsteller und Journalist                                                                                    | 63    |       |
| 12. Oktober | Murdock MacKinnon                      | kanadischer Politiker, Vizegouverneur von Prince Edward Island                                                                         | 79    |       |
| 12. Oktober | Rudolf von Marogna-Redwitz             | deutscher Widerstandskämpfer | 57    |       |
| 12. Oktober | Philip Mechanicus                      | niederländischer Journalist | 55    |       |
| 12. Oktober | Casiano Monegal                        | uruguayischer Schriftsteller, Journalist und Politiker                                                                                 |       |       |
| 12. Oktober | Otto Müller                            | deutscher Geistlicher und Widerstandskämpfer gegen den Nationalsozialismus                                                             | 73    |       |
| 12. Oktober | Rafael Oropesa                         | spanischer Musiker, Dirigent, Komponist und Kommunist                                                                                  | ≈51   |       |
| 12. Oktober | Paul Palén                             | schwedischer Sportschütze | 63    |       |
| 12. Oktober | Alexis von Roenne                      | deutscher Oberst im Generalstab, Widerstandskämpfer gegen den Nationalsozialismus                                                      | 41    |       |
| 12. Oktober | Nathan Saretzki                        | deutscher Tenor und Chasan | 57    |       |
| 12. Oktober | James Simon                            | deutscher Komponist, Pianist und Musikschriftsteller                                                                                   | 64    |       |
| 13. Oktober | Hans-Jürgen Graf von Blumenthal        | deutscher Offizier und Widerstandskämpfer                                                                                              | 37    |       |
| 13. Oktober | Alice Brown Chittenden                 | US-amerikanische Malerin | 84    |       |
| 13. Oktober | Roland von Hößlin                      | deutscher Offizier und Widerstandskämpfer gegen den Nationalsozialismus                                                                | 29    |       |
| 13. Oktober | Hedwig Karzer                          | deutsche Steyler Missionsschwester und Märtyrin                                                                                        | 76    |       |
| 13. Oktober | Friedrich Scholz-Babisch               | Widerstandskämpfer | 54    |       |
| 13. Oktober | Arthur Schroeder                       | deutscher Finanzbeamter | 68    |       |
| 13. Oktober | Georg Schulze-Büttger                  | deutscher Widerstandskämpfer gegen den Nationalsozialismus                                                                             | 40    |       |
| 13. Oktober | Jean Trémoulet                         | französischer Rennfahrer | 35    |       |
| 14. Oktober | Ludwig Frankenthal                     | deutscher Arzt und Wissenschaftler | 62    |       |
| 14. Oktober | Richard Hoin                           | deutscher Politiker (SPD), NS-Opfer | 65    |       |
| 14. Oktober | Michael Reilly                         | US-amerikanischer Politiker | 75    |       |
| 14. Oktober | Edmund Rhomberg                        | deutscher Diplomat | 69    |       |
| 14. Oktober | Erwin Rommel                           | deutscher Generalfeldmarschall und Befehlshaber des deutschen Afrikakorps                                                              | 52    |       |
| 14. Oktober | Wilhelm Schneckenburger                | deutscher Offizier, zuletzt General der Infanterie                                                                                     | 53    |       |
| 14. Oktober | Ben Spanier                            | deutscher Theaterschauspieler, Regisseur und Schauspiellehrer                                                                          | 57    |       |
| 15. Oktober | Alfred Dengler                         | deutscher Forstwissenschaftler | 70    |       |
| 15. Oktober | Josef Doppler                          | tschechischer Philosoph, Soziologe und Pädagoge                                                                                        | 34    |       |
| 15. Oktober | Max Grahl                              | deutscher Opernsänger (Tenor) und Theaterschauspieler                                                                                  | 90    |       |
| 15. Oktober | Walter Hammerstein                     | deutscher Bankier | 82    |       |
| 15. Oktober | Eduard Haßloch                         | deutscher Mundartdichter und Dramatiker                                                                                                | 57    |       |
| 15. Oktober | Hermann Kube                           | deutscher Gartenarchitekt und Stadtgartendirektor                                                                                      | 78    |       |
| 15. Oktober | Puniša Račić                           | jugoslawischer Politiker und politischer Attentäter                                                                                    | 58    |       |
| 15. Oktober | Lize Rose                              | niederländische Malerin und Zeichnerin                                                                                                 | 69    |       |
| 15. Oktober | Levy Rosenblatt                        | deutscher Lehrer und Erzieher, ermordeter Direktor der Israelitischen Gartenbauschule Hannover-Ahlem                                   | 56    |       |
| 15. Oktober | Helmut Schlöske                        | deutscher Weitspringer | 40    |       |
| 15. Oktober | Jørgen Haagen Schmith                  | dänischer Widerstandskämpfer | 33    |       |
| 15. Oktober | Ludwig Schneider                       | deutscher Politiker (NSDAP), MdR | 42    |       |
| 15. Oktober | Eduard Wildschrey                      | deutscher Heimatforscher | 65    |       |
| 16. Oktober | Maximilian Adler                       | tschechischer Klassischer Philologe und Hochschullehrer                                                                                | 60    |       |
| 16. Oktober | Hans Albrecht                          | deutscher Redakteur und Schriftsteller                                                                                                 | 71    |       |
| 16. Oktober | Franz Engel                            | österreichischer Komiker, Conferencier, Coupletsänger und Schauspieler                                                                 | 46    |       |
| 16. Oktober | Sigmund-Ulrich von Gravenreuth         | deutscher Luftwaffenoffizier und Ritterkreuzträger                                                                                     | 34    |       |
| 16. Oktober | Karel Hartmann                         | tschechoslowakischer Eishockeyspieler                                                                                                  | 59    |       |
| 16. Oktober | Jón Sveinsson                          | isländischer Schriftsteller | 86    |       |
| 16. Oktober | Hermann Schiering                      | deutscher Widerstandskämpfer | 60    |       |
| 17. Oktober | Hans Enderli                           | Schweizer Jurist und Politiker | 65    |       |
| 17. Oktober | Ernst Enge                             | Chemnitzer Antifaschist | 51    |       |
| 17. Oktober | Anton Hafner                           | deutscher Luftwaffenoffizier und Jagdflieger im Zweiten Weltkrieg                                                                      | 26    |       |
| 17. Oktober | Éva Heyman                             | ungarische Tagebuchschreiberin und Holocaustopfer                                                                                      | 13    |       |
| 17. Oktober | Hans Krása                             | tschechisch-deutscher Komponist | 44    |       |
| 17. Oktober | August Landmesser                      | deutscher Arbeiter und NS-Opfer | 34    |       |
| 17. Oktober | Anton Franz von Magnis                 | deutscher Bergwerksbesitzer und Politiker (Zentrum), MdR                                                                               | 82    |       |
| 17. Oktober | Karl Meier                             | deutscher Politiker (DVP), MdL | 77    |       |
| 17. Oktober | Zenon Przesmycki                       | polnischer Dichter, Übersetzer, Literaturkritiker                                                                                      | 82    |       |
| 17. Oktober | Adolf Schmidt                          | deutscher Geophysiker | 84    |       |
| 17. Oktober | Hermann Strauß                         | deutscher Internist | 76    |       |
| 18. Oktober | Esther Cohn                            | deutsche Zeitzeugin und Opfer des Holocaust                                                                                            | 18    |       |
| 18. Oktober | Josef Maria Eder                       | österreichischer Fotochemiker | 89    |       |
| 18. Oktober | Alexander zu Erbach-Schönberg          | deutscher Adliger | 72    |       |
| 18. Oktober | Bent Faurschou-Hviid                   | dänischer Widerstandskämpfer im Zweiten Weltkrieg                                                                                      | 23    |       |
| 18. Oktober | Gisi Fleischmann                       | slowakische Frauenrechtlerin und Widerstandskämpferin                                                                                  | 52    |       |
| 18. Oktober | Albert Kayser                          | deutscher Politiker (KPD), MdR | 45    |       |
| 18. Oktober | Juda Lion Palache                      | niederländischer Sprach- und Literaturwissenschaftler, Hochschullehrer                                                                 | 57    |       |
| 18. Oktober | Henry Julius Salomon Sand              | schottischer Elektrochemiker | 70    |       |
| 18. Oktober | Walter Stettner Ritter von Grabenhofen | deutscher Offizier und Generalleutnant der Gebirgstruppe im Zweiten Weltkrieg                                                          | 49    |       |
| 18. Oktober | Viktor Ullmann                         | österreichischer Komponist, Dirigent und Pianist                                                                                       | 46    |       |
| 19. Oktober | Johann Behting                         | lettischer Schachkomponist | 88    |       |
| 19. Oktober | Douglas Bell                           | britischer Diskus- und Hammerwerfer | 35    |       |
| 19. Oktober | Wilhelm Dreyer                         | Rechtsanwalt und Opfer des Holocaust                                                                                                   | 52    |       |
| 19. Oktober | Fritz Ehrler                           | deutscher Gewerkschaftsfunktionär und Politiker                                                                                        | 73    |       |
| 19. Oktober | Hampton P. Fulmer                      | US-amerikanischer Politiker | 69    |       |
| 19. Oktober | Friedrich Giese                        | deutscher Orientalist (Turkologe) | 73    |       |
| 19. Oktober | Hemmi Takashi                          | japanischer Maler | 49    |       |
| 19. Oktober | Erich Koch-Weser                       | deutscher Politiker (DDP), MdBB, MdR                                                                                                   | 69    |       |
| 19. Oktober | Karl Kolliner                          | Eishockeyspieler | 56    |       |
| 19. Oktober | Dénes Kőnig                            | ungarischer Mathematiker | 60    |       |
| 19. Oktober | Karl Mache                             | deutscher Politiker (SPD), MdR | 63    |       |
| 19. Oktober | Leopoldo Metlicovitz                   | italienischer Plakatkünstler | 76    |       |
| 19. Oktober | Berta Michailowna Reingbald            | sowjetische Pianistin | 46    |       |
| 19. Oktober | Hugo von Rosenberg                     | deutscher Vizeadmiral | 69    |       |
| 19. Oktober | Hans Schneickert                       | deutscher Jurist, Polizist, Kriminologe und Leiter des Erkennungsdienstes der Berliner Polizei                                         | 68    |       |
| 20. Oktober | Georg Beringer                         | deutscher Künstler | 65    |       |
| 20. Oktober | Felix Bernard                          | US-amerikanischer Komponist, Pianist und Songwriter                                                                                    | 47    |       |
| 20. Oktober | Eduard Brücklmeier                     | deutscher Jurist und Diplomat | 41    |       |
| 20. Oktober | Wilhelm Göcke                          | deutscher SS-Standartenführer und KZ-Kommandant                                                                                        | 46    |       |
| 20. Oktober | Bruno Goebel                           | deutscher Orgelbauer in Königsberg (Preußen)                                                                                           | 84    |       |
| 20. Oktober | Gabriel Grovlez                        | französischer Dirigent and Komponist                                                                                                   | 65    |       |
| 20. Oktober | Julius Jung                            | deutscher Arzt und SS-Hauptsturmführer                                                                                                 | 30    |       |
| 20. Oktober | Franz Eugen Klein                      | österreichischer Dirigent, Komponist, Pianist                                                                                          | 32    |       |
| 20. Oktober | Hermann Maaß                           | deutscher Gewerkschafter, Widerstandskämpfer                                                                                           | 46    |       |
| 20. Oktober | Thekla Merwin                          | österreichische Dichterin | 57    |       |
| 20. Oktober | Aloys Nordmann                         | deutscher Widerstandskämpfer | 23    |       |
| 20. Oktober | Ruth Pappenheimer                      | deutsches Opfer des Holocaust | 18    |       |
| 20. Oktober | Erich Porsch                           | deutscher Widerstandskämpfer | 35    |       |
| 20. Oktober | Gerhard Possner                        | deutscher Widerstandskämpfer | 35    |       |
| 20. Oktober | Adolf Reichwein                        | deutscher Pädagoge, Wirtschaftswissenschaftler, Kulturpolitiker und Widerstandskämpfer                                                 | 46    |       |
| 20. Oktober | Andreas Schillack                      | deutscher Widerstandskämpfer | 36    |       |
| 20. Oktober | Andreas Schillack                      | deutscher Widerstandskämpfer | 45    |       |
| 20. Oktober | Friedrich Struckmeier                  | deutscher Widerstandskämpfer | 44    |       |
| 21. Oktober | Fritz Angermann                        | deutscher Sänger | 38    |       |
| 21. Oktober | Emile Dechaineux                       | australischer Marineoffizier | 42    |       |
| 21. Oktober | Domenico Durante                       | italienischer Fußballspieler und Maler                                                                                                 | 64    |       |
| 21. Oktober | Gertie Hampel-Faltis                   | sudetendeutsche Dichterin und Gutsbesitzerin                                                                                           | 47    |       |
| 21. Oktober | Cornelis Hin                           | niederländischer Segler und Fußballfunktionär                                                                                          | 75    |       |
| 21. Oktober | Alois Kayser                           | deutscher Missionar in Nauru | 67    |       |
| 21. Oktober | Hilma af Klint                         | schwedische Malerin, Spiritistin, Theosophin und Anthroposophin                                                                        | 81    |       |
| 21. Oktober | Lionel Pape                            | britischer Schauspieler | 67    |       |
| 21. Oktober | Hellmuth Prieß                         | deutscher General der Infanterie im Zweiten Weltkrieg                                                                                  | 48    |       |
| 21. Oktober | Julius Schäffer                        | deutscher Lehrer und Mykologe | 62    |       |
| 21. Oktober | Erich Ziebarth                         | deutscher Althistoriker | 75    |       |
| 22. Oktober | Richard Bennett                        | US-amerikanischer Schauspieler | 74    |       |
| 22. Oktober | Clarence Profit                        | US-amerikanischer Jazzpianist, Bandleader und Komponist der Swingära                                                                   | 32    |       |
| 22. Oktober | Carl Schill                            | deutscher Unternehmer, Kommerzienrat und rheinhessischer „Turnvater“                                                                   | 81    |       |
| 22. Oktober | Reinhard Schulze-Stapen                | deutscher Landwirt und Politiker (DNVP), MdR                                                                                           | 76    |       |
| 22. Oktober | Walther Straub                         | deutscher Pharmakologe | 70    |       |
| 22. Oktober | Max Wegner                             | deutscher Schriftsteller | 28    |       |
| 23. Oktober | Charles Glover Barkla                  | britischer Physiker und Nobelpreisträger                                                                                               | 67    |       |
| 23. Oktober | Arthur Blake                           | US-amerikanischer Mittelstreckenläufer                                                                                                 | 72    |       |
| 23. Oktober | Hana Brady                             | tschechisches jüdisches Mädchen, Opfer des Holocaust                                                                                   | 13    |       |
| 23. Oktober | Henry Field                            | US-amerikanischer Weitspringer | 65    |       |
| 23. Oktober | Krastana Janewa                        | bulgarische Widerstandskämpferin gegen den Nationalsozialismus                                                                         | 29    |       |
| 23. Oktober | Helmut Podgorsky                       | deutscher kommunistischer Widerstandskämpfer                                                                                           | 38    |       |
| 24. Oktober | Karl Heinz Engelhorn                   | deutscher Berufsoffizier und Widerstandskämpfer des 20. Juli 1944                                                                      | 39    |       |
| 24. Oktober | Egon Ledeč                             | tschechoslowakischer Violinist und Komponist                                                                                           | 55    |       |
| 24. Oktober | Erich Lodemann                         | deutscher Widerstandskämpfer gegen das NS-Regime                                                                                       | 34    |       |
| 24. Oktober | Louis Renault                          | französischer Ingenieur und Mitgründer der Automarke Renault                                                                           | 67    |       |
| 24. Oktober | Otto Schmirgal                         | deutscher Politiker (KPD) und Widerstandskämpfer gegen das NS-Regime                                                                   | 43    |       |
| 24. Oktober | Werner Seelenbinder                    | deutscher Ringer | 40    |       |
| 24. Oktober | Anatolij Steiger                       | russischer Schriftsteller schweizerischer Herkunft                                                                                     | 37    |       |
| 24. Oktober | Karl Freiherr von Thüngen              | deutscher Offizier und Widerstandskämpfer                                                                                              | 51    |       |
| 24. Oktober | Franz Wipplinger                       | deutscher Priesteramtskandidat und NS-Opfer                                                                                            | 29    |       |
| 25. Oktober | Hubert Bennek                          | deutscher Metallurg und Eisenhüttendirektor                                                                                            | 41    |       |
| 25. Oktober | Heinrich Duhme                         | deutscher Eisenbahner und Opfer der NS-Kriegsjustiz                                                                                    |       |       |
| 25. Oktober | Gustave Hervé                          | französischer Publizist und Politiker                                                                                                  | 73    |       |
| 25. Oktober | Arvid Lindström                        | schwedischer Elektroingenieur | 78    |       |
| 25. Oktober | Morris Myer                            | britischer Journalist |       |       |
| 25. Oktober | Josef Preis                            | österreichischer Politiker, Landtagsabgeordneter und Bürgermeister der Stadt Salzburg                                                  | 77    |       |
| 25. Oktober | Carl Anton Reichel                     | österreichischer bildender Künstler | 69    |       |
| 26. Oktober | Beatrice von Großbritannien und Irland | britische Prinzessin | 87    |       |
| 26. Oktober | Otto Blum                              | deutscher Bauingenieur und Hochschullehrer, Rektor der Technischen Hochschule Hannover (1929–1931)                                     | 68    |       |
| 26. Oktober | Flavio F. Carlos                       | mexikanischer Musikpädagoge und -wissenschaftler                                                                                       | 83    |       |
| 26. Oktober | Joseph Fischer                         | deutsch-österreichischer Historischer Geograph                                                                                         | 86    |       |
| 26. Oktober | Charles Machon                         | britischer Schriftsetzer und Widerstandskämpfer                                                                                        | 51    |       |
| 26. Oktober | Marie Antoinette zu Mecklenburg        | Herzogin zu Mecklenburg | 60    |       |
| 26. Oktober | Nishizawa Hiroyoshi                    | japanischer Jagdflieger | 24    |       |
| 26. Oktober | Carl von Noorden                       | deutscher Internist und Diabetologe | 86    |       |
| 26. Oktober | Rudolf Stapenhorst                     | Oberbürgermeister von Bielefeld | 80    |       |
| 26. Oktober | William Temple                         | Erzbischof von Canterbury (1942–1944)                                                                                                  | 63    |       |
| 26. Oktober | Emil Wendt                             | deutscher Kommunist und Opfer der NS-Justiz                                                                                            | 48    |       |
| 26. Oktober | Hans Zoschke                           | deutscher Widerstandskämpfer gegen den Nationalsozialismus                                                                             | 34    |       |
| 27. Oktober | Judith Auer                            | deutsche Widerstandskämpferin gegen den Nationalsozialismus                                                                            | 39    |       |
| 27. Oktober | Georg Fröba                            | deutscher Schneidermeister, Kommunalpolitiker und Widerstandskämpfer                                                                   | 47    |       |
| 27. Oktober | Arturo Gordon                          | chilenischer Maler | 61    |       |
| 27. Oktober | Wilhelm Hebra                          | österreichischer Monarchist, der gegen den Nationalsozialismus kämpfte                                                                 | 59    |       |
| 27. Oktober | Rutger Sernander                       | schwedischer Geobotaniker | 77    |       |
| 27. Oktober | Tekla Trapszo                          | polnische Schauspielerin | 71    |       |
| 27. Oktober | Irene Wosikowski                       | deutsche Widerstandskämpferin | 34    |       |
| 28. Oktober | Fritz von Brodowski                    | deutscher Offizier, zuletzt Generalleutnant im Zweiten Weltkrieg                                                                       | 57    |       |
| 28. Oktober | Alois Buder                            | österreichisches Opfer des Holocaust                                                                                                   | 36    |       |
| 28. Oktober | Pericle Ducati                         | italienischer Klassischer Archäologe                                                                                                   | 64    |       |
| 28. Oktober | Matthias Eberhard                      | preußischer Verwaltungsjurist, Landrat                                                                                                 | 73    |       |
| 28. Oktober | Kurt Gerron                            | deutscher Schauspieler und Regisseur                                                                                                   | 47    |       |
| 28. Oktober | Peter Heinrich                         | rumänischer Politiker und Abgeordneter                                                                                                 | 54    |       |
| 28. Oktober | Albert Heusch                          | deutscher Kratzenfabrikant und Zentrumspolitiker                                                                                       | 76    |       |
| 28. Oktober | Florence Macfarlane                    | schottisch-britische Krankenschwester und Suffragette                                                                                  | 77    |       |
| 28. Oktober | František Mořic Nágl                   | tschechischer Maler, Opfer des Holocaust                                                                                               | 55    |       |
| 28. Oktober | Bertha Neumann                         | deutsche Sozialwissenschaftlerin und Opfer des Holocaust                                                                               | 51    |       |
| 28. Oktober | Karl Neumann                           | österreichischer Arzt und Opfer des Holocaust                                                                                          | 54    |       |
| 28. Oktober | Jean Przyluski                         | französischer Linguist und Religionswissenschaftler                                                                                    | 59    |       |
| 28. Oktober | Willy Rosen                            | deutscher Kabarettist, Komponist und Texter                                                                                            | 50    |       |
| 28. Oktober | Leo Straus                             | österreichischer Autor | 47    |       |
| 28. Oktober | Fritz Voit                             | deutscher Internist und Hochschullehrer                                                                                                | 81    |       |
| 28. Oktober | Josef Weinstein                        | Konfektions- und Strickwarenhändler; Opfer des Holocaust                                                                               | 68    |       |
| 29. Oktober | Emile Jules Borremans                  | belgischer römisch-katholischer Geistlicher, Prämonstratenser, Komponist und Märtyrer                                                  | 63    |       |
| 29. Oktober | Max Götze                              | deutscher Radsportler | 64    |       |
| 29. Oktober | Wilhelm Grobben                        | deutscher Mundartdichter | 49    |       |
| 29. Oktober | Tobias Jakobovits                      | tschechoslowakischer Rabbiner | 56    |       |
| 29. Oktober | Karl Siegrist                          | deutscher Politiker, Oberbürgermeister von Karlsruhe                                                                                   | 81    |       |
| 29. Oktober | Hans Wilhelm Stein                     | deutscher Schriftsteller | 69    |       |
| 30. Oktober | Robert Bürgers                         | deutscher Bankier und Politiker (Zentrum), MdR                                                                                         | 67    |       |
| 30. Oktober | Emil Heinrich Darapsky                 | deutscher Studienassessor, wegen Wehrkraftzersetzung hingerichtet                                                                      | 38    |       |
| 30. Oktober | Erna Flecke-Schiefenbusch              | deutsche Intendantin und Schauspielerin                                                                                                | 39    |       |
| 30. Oktober | Siegfried Forstreuter                  | deutscher Kommunist und Widerstandskämpfer gegen den Nationalsozialismus                                                               | 30    |       |
| 30. Oktober | Max Habermann                          | Buchhändler und Widerstandskämpfer | 59    |       |
| 30. Oktober | Karl Haniel                            | deutscher Unternehmer | 67    |       |
| 30. Oktober | Josef Knapp                            | banatschwäbischer römisch-katholischer Geistlicher und Märtyrer                                                                        | 32    |       |
| 30. Oktober | Paul Ladmirault                        | französischer Komponist | 66    |       |
| 30. Oktober | Robert Mandler                         | österreichischer Geschäftsmann | 48    |       |
| 30. Oktober | Otto Marquardt                         | deutscher Kommunist und Widerstandskämpfer gegen den Nationalsozialismus                                                               | 51    |       |
| 30. Oktober | John Hubert Peschges                   | US-amerikanischer Geistlicher, Bischof von Crookston                                                                                   | 63    |       |
| 30. Oktober | Axel Rudolph                           | deutscher Schriftsteller | 50    |       |
| 30. Oktober | Bernhard Schwentner                    | deutscher Pfarrer | 53    |       |
| 30. Oktober | Armin Tyroler                          | österreichischer Oboist und langjähriges Mitglied der Wiener Philharmoniker                                                            | 71    |       |
| 30. Oktober | Otto Wallburg                          | deutscher Schauspieler | 55    |       |
| 30. Oktober | Konstantin Žadkevič                    | Widerstandskämpfer gegen den Nationalsozialismus                                                                                       | 34    |       |
| 31. Oktober | Curt Bejach                            | deutscher Mediziner und Opfer der nationalsozialistischen Herrschaft                                                                   | 53    |       |
| 31. Oktober | Felix Bloch                            | österreichischer Kunstmaler, Zeichner und Werbegrafiker                                                                                | 46    |       |
| 31. Oktober | Eduard Engelmann junior                | österreichischer Eiskunstläufer, dreifacher Europameister und Ingenieur                                                                | 80    |       |
| 31. Oktober | Henri de Gavardie                      | französischer Soldat und Automobilrennfahrer                                                                                           | 40    |       |
| 31. Oktober | Hans Hartwimmer                        | deutscher Widerstandskämpfer im Dritten Reich                                                                                          | 42    |       |
| 31. Oktober | Bertram Keightley                      | englischer Rechtsanwalt und Theosoph                                                                                                   | 84    |       |
| 31. Oktober | Hermann Plackholm                      | österreichischer Feuerwehrmann und Widerstandskämpfer gegen den Nationalsozialismus                                                    | 40    |       |
| 31. Oktober | Franz Weschke                          | deutscher Bildhauer | 61    |       |
| 31. Oktober | Johann Zak                             | österreichischer Feuerwehrmann und Widerstandskämpfer gegen den Nationalsozialismus                                                    | 41    |       |
|             | Max Brahn                              | deutscher Psychologe | 71    |       |
|             | Jurij Chěžka                           | sorbischer Schriftsteller | 27    |       |
|             | Fanny David                            | deutsche Wohlfahrtspflegerin, jüdische Verbandsfunktionärin, Opfer des Holocaust                                                       | 51    |       |
|             | Georg Flatow                           | deutscher Jurist | 54    |       |
|             | Desider Friedmann                      | Präsident der Israelitischen Kultusgemeinde Wien                                                                                       | 63    |       |
|             | Martin Gerson                          | deutscher Vorkämpfer für die Umschulung der jüdischen Jugend zur Auswanderung nach Palästina                                           | 42    |       |
|             | Wilhelm Groß                           | deutscher Montanwissenschaftler | 61    |       |
|             | Camill Hoffmann                        | böhmisch-tschechoslowakischer Schriftsteller, Journalist, Diplomat                                                                     |       |       |
|             | Franz Kahn                             | österreichischer Zionist und Verbandsfunktionär                                                                                        | 49    |       |
|             | Miłosz Kotarbiński                     | polnischer Maler | 90    |       |
|             | Philipp Kozower                        | deutscher Jurist und Verbandsfunktionär, Opfer des Holocaust                                                                           | 50    |       |
|             | Paul Kraus                             | österreichischer Wissenschaftshistoriker und Arabist                                                                                   | 39    |       |
|             | Helmut Lambert                         | deutscher SA-Brigadeführer und Regierungspräsident in Aurich                                                                           | 40    |       |
|             | Sally Mayer                            | deutscher Arzt | 55    |       |
|             | Hermann van Pels                       | niederländisches Opfer des Holocaust                                                                                                   | 46    |       |
|             | Martin Salomonski                      | deutscher Rabbiner | 63    |       |
|             | Reinhold Strassmann                    | deutscher Mathematiker und NS-Opfer | 51    |       |
|             | Wilhelm Teubert                        | deutscher Schiffbauingenieur, Betonschiffbauer und Erbauer des ersten deutschen Windkraftrades                                         |       |       |

## November
| Tag          | Name                                                      | Beruf, bekannt als | Alter | Beleg |
| ------------ | --------------------------------------------------------- | --- | ----- | ----- |
| 1. November  | Axel Brenner                                              | österreichischer Arzt und Urologe                                                                                               | 54    |       |
| 1. November  | Charles Diehl                                             | französischer Historiker und Byzantinist                                                                                        | 85    |       |
| 1. November  | Ewald Huth                                                | deutscher Organist und Chordirektor, Opfer der NS-Justiz                                                                        | 54    |       |
| 1. November  | Andrej Scheptyzkyj                                        | ukrainischer Theologe, Großerzbischof von Lemberg und Metropolit der Ukrainischen Griechisch-Katholischen Kirche in der Ukraine | 79    |       |
| 1. November  | Sefarim Sudbinin                                          | russisch-französischer Theaterschauspieler und Bildhauer                                                                        | 77    |       |
| 1. November  | Alexander Tornquist                                       | deutscher Geologe | 76    |       |
| 2. November  | Friedrich Brunstäd                                        | deutscher evangelischer Theologe und Philosoph                                                                                  | 61    |       |
| 2. November  | August Geßner                                             | sudetendeutscher Ingenieurwissenschaftler                                                                                       | 64    |       |
| 2. November  | Karol Irzykowski                                          | polnischer Schriftsteller, Literaturkritiker und Filmtheoretiker                                                                | 71    |       |
| 2. November  | Erich Lossie                                              | deutscher Bildhauer | 58    |       |
| 2. November  | Thomas Midgley                                            | US-amerikanischer Ingenieur, entwickelte das Benzinadditiv Tetraethylblei und Fluorchlorkohlenwasserstoffe (FCKW)               | 55    |       |
| 2. November  | Pawel Michailowitsch Nikiforow                            | russischer Geophysiker, Seismologe und Hochschullehrer                                                                          | 60    |       |
| 2. November  | Alfred Scholz                                             | deutscher Politiker (SPD), Bezirksbürgermeister                                                                                 | 68    |       |
| 2. November  | Adam Steigerwald                                          | banatschwäbischer römisch-katholischer Geistlicher und Märtyrer                                                                 | 67    |       |
| 3. November  | Carl Gustav Bunte                                         | deutscher Chemiker | 65    |       |
| 3. November  | Johannes Deichmüller                                      | deutscher Prähistoriker und Paläontologe                                                                                        | 90    |       |
| 3. November  | Hermann Dihle                                             | deutscher Verwaltungsjurist | 71    |       |
| 3. November  | Helene Gossing                                            | deutsche Hausfrau und Opfer der NS-Kriegsjustiz                                                                                 | 58    |       |
| 3. November  | Tibor von Halmay                                          | ungarischer Schauspieler | 49    |       |
| 3. November  | Hanso Schotanus à Steringa Idzerda                        | niederländischer Ingenieur und Radiopionier                                                                                     | 59    |       |
| 3. November  | Rudolf Jacobs                                             | deutscher Seemann, Bauingenieur und Partisan in Italien                                                                         | 30    |       |
| 3. November  | Galina Romanowa                                           | sowjetische Ärztin, Widerstandskämpferin gegen den Nationalsozialismus                                                          | 25    |       |
| 3. November  | Leo Trouet                                                | belgischer Jurist | 57    |       |
| 4. November  | Otto Blendermann                                          | deutscher Architekt | 65    |       |
| 4. November  | John Dill                                                 | britischer Feldmarschall | 62    |       |
| 4. November  | Jean Hennessy                                             | französischer Diplomat | 70    |       |
| 4. November  | Endre Kabos                                               | ungarischer Fechter und Olympiasieger                                                                                           | 37    |       |
| 4. November  | Carl Rittmann                                             | österreichischer Opernsänger (Bariton)                                                                                          | 67    |       |
| 4. November  | Fritz Unkel                                               | deutscher Sportfunktionär und erster Vereinspräsident des FC Schalke 04                                                         | 79    |       |
| 5. November  | Anton Adam                                                | banatschwäbischer römisch-katholischer Geistlicher und Märtyrer                                                                 | 36    |       |
| 5. November  | Alexis Carrel                                             | französischer Chirurg, Nobelpreisträger für Medizin 1912                                                                        | 71    |       |
| 5. November  | Claude Chapperon                                          | französischer Radrennfahrer | 66    |       |
| 5. November  | Bedřich Fritta                                            | tschechisch Grafiker und Karikaturist                                                                                           | 38    |       |
| 5. November  | Karl Koss                                                 | österreichischer Operettensänger und Regisseur                                                                                  | 79    |       |
| 5. November  | Emil Lorenz                                               | deutscher Architekt | 87    |       |
| 5. November  | Konstantin Dorimedontowitsch Pokrowski                    | russischer Astronom, Astrophysiker und Hochschullehrer                                                                          | 76    |       |
| 5. November  | Georg Zwilling                                            | deutscher Landtagsabgeordneter im Volksstaat Hessen                                                                             | 52    |       |
| 6. November  | Bernhard Almstadt                                         | deutscher KPD-Funktionär und Widerstandskämpfer                                                                                 | 47    |       |
| 6. November  | Gustav Basse                                              | deutscher Unternehmer und Widerstandskämpfer                                                                                    | 50    |       |
| 6. November  | Ernst Beutel                                              | österreichischer Chemiker | 67    |       |
| 6. November  | Fernand Charpin                                           | französischer Schauspieler | 57    |       |
| 6. November  | Boy Ecury                                                 | niederländischer Widerstandskämpfer                                                                                             | 22    |       |
| 6. November  | Walter Guinness, 1. Baron Moyne                           | britischer Politiker, Mitglied des House of Commons und Geschäftsmann                                                           | 64    |       |
| 6. November  | Anton Nepustil                                            | österreichischer Tierarzt und Politiker (CSP), Landtagsabgeordneter                                                             | 68    |       |
| 6. November  | Erwin Nöldner                                             | deutscher Widerstandskämpfer gegen den Nationalsozialismus                                                                      | 31    |       |
| 6. November  | Enrique Sattler                                           | deutscher Chirurg in Bremen | 81    |       |
| 6. November  | Wilhelm Scheer                                            | deutscher Widerstandskämpfer | 38    |       |
| 6. November  | Werner Schultz                                            | deutscher Internist und Hämatologe                                                                                              | 66    |       |
| 6. November  | Arthur Weisbrodt                                          | deutscher Widerstandskämpfer | 35    |       |
| 6. November  | Charlotte Zinke                                           | deutsche Politikerin (KPD), MdR                                                                                                 | 53    |       |
| 7. November  | Max Bergmann                                              | deutsch-US-amerikanischer Wissenschaftler                                                                                       | 58    |       |
| 7. November  | Claude Bowes-Lyon, 14. Earl of Strathmore and Kinghorne   | schottischer Adliger und Großvater von Königin Elisabeth II.                                                                    | 89    |       |
| 7. November  | Kiril Christow                                            | bulgarischer Dichter, Romancier und Dramatiker                                                                                  | 69    |       |
| 7. November  | Hermann Friedrich                                         | deutscher Widerstandskämpfer | 59    |       |
| 7. November  | Wilhelm Heidsiek                                          | deutscher Politiker (SPD), MdHB, Widerstandskämpfer                                                                             | 56    |       |
| 7. November  | Karl Lenz                                                 | deutscher Politiker (NSDAP), MdR                                                                                                | 45    |       |
| 7. November  | Ozaki Hotsumi                                             | japanischer Journalist, Kommunist und ein Spion im Auftrag der Sowjetunion                                                      |       |       |
| 7. November  | Bogdan Popović                                            | serbischer Literaturwissenschaftler                                                                                             | 80    |       |
| 7. November  | Georg Praetorius                                          | deutscher Mediziner und Urologe                                                                                                 | 66    |       |
| 7. November  | Franc Rozman                                              | jugoslawischer Soldat im Widerstand und Nationalheld Sloweniens                                                                 | 33    |       |
| 7. November  | Richard Sorge                                             | deutscher Journalist und Spion für die Sowjetunion in Japan                                                                     | 49    |       |
| 7. November  | Hannah Szenes                                             | ungarische Widerstandskämpferin                                                                                                 | 23    |       |
| 8. November  | André Abegglen                                            | Schweizer Fußballspieler | 35    |       |
| 8. November  | Erich Dieckmann                                           | deutscher Möbeldesigner für Sitzmöbel                                                                                           | 48    |       |
| 8. November  | Julius von Ehren                                          | deutscher Maler | 80    |       |
| 8. November  | Eric Hermelin                                             | schwedischer Übersetzer und Autor                                                                                               | 84    |       |
| 8. November  | Alice von der Heyden                                      | Opfer des Holocaust | 47    |       |
| 8. November  | Walter Nowotny                                            | österreichischer Jagdflieger der deutschen Luftwaffe im Zweiten Weltkrieg                                                       | 23    |       |
| 8. November  | Friedrich Karl Petersen                                   | deutscher Geistlicher und NS-Opfer                                                                                              | 40    |       |
| 8. November  | Karoline Redler                                           | Opfer des Nationalsozialismus                                                                                                   | 61    |       |
| 8. November  | Hans-Alexander von Voss                                   | deutscher Offizier und Widerstandskämpfer                                                                                       | 36    |       |
| 8. November  | Peter Weber                                               | banatschwäbischer römisch-katholischer Geistlicher und Märtyrer                                                                 | 60    |       |
| 9. November  | Simon Wilhelm Bartmann                                    | jugoslawischer Rechtsanwalt, Notar, Richter und Mitbegründer des Schwäbisch-Deutschen Kulturbundes                              | 66    |       |
| 9. November  | Johannes Bäßler                                           | deutscher Offizier der Wehrmacht im Zweiten Weltkrieg                                                                           | 52    |       |
| 9. November  | Peter Dausch                                              | deutscher katholischer Geistlicher und Theologe                                                                                 | 79    |       |
| 9. November  | Karl Ernst Henrici                                        | deutscher Buchhändler und Antiquar                                                                                              | 65    |       |
| 9. November  | Fred Holmes                                               | britischer Tauzieher | 58    |       |
| 9. November  | Charlotte Holubars                                        | Mitglied der Schönstattbewegung                                                                                                 | 61    |       |
| 9. November  | Aimé Lepercq                                              | französischer Ingenieur, Manager und Politiker                                                                                  | 55    |       |
| 9. November  | Inoue Tetsujirō                                           | japanischer Philosoph | 87    |       |
| 9. November  | Paul Fridolin Kehr                                        | deutscher Historiker | 83    |       |
| 9. November  | Frank Marshall                                            | US-amerikanischer Schachspieler                                                                                                 | 67    |       |
| 9. November  | Hella O’Cuire Quirke                                      | deutsche Schriftstellerin | 78    |       |
| 9. November  | Miklós Radnóti                                            | ungarischer Dichter | 35    |       |
| 9. November  | Kurt Scheele                                              | deutscher Maler der abstrakten Kunst                                                                                            | 39    |       |
| 10. November | Gustav Bermel                                             | deutscher Widerstandskämpfer gegen den Nationalsozialismus                                                                      | 17    |       |
| 10. November | Gerda Boenke                                              | deutsche Arbeiterin und Kritikerin des nationalsozialistischen Regimes                                                          | 31    |       |
| 10. November | Werner Böttcher                                           | deutscher Leichtathlet | 35    |       |
| 10. November | Charles August Fey                                        | deutsch-amerikanischer Erfinder                                                                                                 | 82    |       |
| 10. November | Franz Xaver Fuchs                                         | österreichischer Maler | 76    |       |
| 10. November | Ferdinand Gottschalk                                      | britischer Schauspieler und Dramatiker                                                                                          | 86    |       |
| 10. November | Joseph Hahn                                               | deutscher Politiker (Zentrum)                                                                                                   | 61    |       |
| 10. November | Peter Hüppeler                                            | deutscher kommunistischer Widerstandskämpfer                                                                                    | 31    |       |
| 10. November | Heinrich Kratina                                          | deutscher kommunistischer Widerstandskämpfer                                                                                    | 38    |       |
| 10. November | Wilhelm Kratz                                             | deutscher Widerstandskämpfer gegen den Nationalsozialismus                                                                      | 42    |       |
| 10. November | Roland Lorent                                             | deutscher sozialistischer Widerstandskämpfer                                                                                    | 24    |       |
| 10. November | Ferdinand Pachten                                         | Frankfurter Rechtsanwalt und Notar                                                                                              | 83    |       |
| 10. November | Franz Rheinberger                                         | deutscher Widerstandskämpfer gegen den Nationalsozialismus                                                                      | 17    |       |
| 10. November | Barthel Schink                                            | deutscher Widerstandskämpfer gegen den Nationalsozialismus                                                                      | 16    |       |
| 10. November | Friedrich-Werner Graf von der Schulenburg                 | deutscher Diplomat, Widerstandskämpfer, NS-Opfer                                                                                | 68    |       |
| 10. November | Günther Schwarz                                           | deutscher Widerstandskämpfer | 16    |       |
| 10. November | Jan Šverma                                                | tschechischer Politiker | 43    |       |
| 10. November | Wang Jingwei                                              | chinesischer Politiker, Vorsitzender der japanischen Marionettenregierung in China im Zweiten Weltkrieg                         | 61    |       |
| 10. November | Johanna Natalie Wintsch                                   | Schweizer Textilkünstlerin, Klavierlehrerin, Stickerin und Künstlerin der Art Brut                                              | 73    |       |
| 10. November | Juozas Zikaras                                            | litauischer Bildhauer | 62    |       |
| 11. November | Carl Bertheau III.                                        | deutscher Lehrer und Mitbegründer der Bekennenden Kirche                                                                        | 66    |       |
| 11. November | Münir Ertegün                                             | türkischer Diplomat |       |       |
| 11. November | Gerrit Grijns                                             | niederländischer Hygieniker | 79    |       |
| 11. November | Otto Hufnagel                                             | Landtagsabgeordneter Waldeck | 59    |       |
| 11. November | Fate Norris                                               | US-amerikanischer Old-Time-Musiker                                                                                              |       |       |
| 11. November | Karl Christian Peters                                     | deutscher Maler, Zeichner und Illustrator                                                                                       | 33    |       |
| 11. November | Fanchette Verhunc                                         | slowenische Opernsängerin (Sopran) und Gesangspädagogin                                                                         | 69    |       |
| 12. November | George David Birkhoff                                     | US-amerikanischer Mathematiker                                                                                                  | 60    |       |
| 12. November | Bob Curry                                                 | US-amerikanischer Ringer | 62    |       |
| 12. November | Otto Frank                                                | deutscher Physiologe | 79    |       |
| 12. November | Agnes Gierck                                              | deutsche Widerstandskämpferin gegen den Nationalsozialismus                                                                     | 58    |       |
| 12. November | Mary Hagen                                                | deutsche Opernsängerin (Sopran) und Schauspielerin                                                                              | 68    |       |
| 12. November | Edgar Stillman Kelley                                     | US-amerikanischer Komponist, Dirigent, Organist, Pianist, Musikkritiker und Musikpädagoge                                       | 87    |       |
| 12. November | Friedrich Lengfeld                                        | deutscher Militär, Leutnant der Wehrmacht                                                                                       | 23    |       |
| 12. November | Reinhold Meyer                                            | deutscher Widerstandskämpfer gegen den Nationalsozialismus                                                                      | 24    |       |
| 13. November | Hugo Benzinger                                            | deutscher Schneider und Gemeinderat in Tübingen                                                                                 | 43    |       |
| 13. November | Otto Hermann Bergmann                                     | deutscher kommunistischer Widerstandskämpfer gegen den Nationalsozialismus                                                      | 58    |       |
| 13. November | Bruno Binnebesel                                          | deutscher römisch-katholischer Geistlicher und NS-Opfer                                                                         | 42    |       |
| 13. November | Otto Blumenthal                                           | deutscher Mathematiker | 68    |       |
| 13. November | James Dundas-Grant                                        | britischer Arzt | 90    |       |
| 13. November | Georg Frank                                               | deutscher Fußballspieler | 36    |       |
| 13. November | Paul Graener                                              | deutscher Komponist | 72    |       |
| 13. November | Franz Grasser                                             | deutscher Fotograf | 33    |       |
| 13. November | Kurt Hintze                                               | deutscher Politiker (NSDAP), MdR, SS-Brigadeführer sowie SS- und Polizeiführer                                                  | 43    |       |
| 13. November | Carl Lampert                                              | österreichischer katholischer Priester, NS-Opfer                                                                                | 50    |       |
| 13. November | Friedrich Lorenz                                          | Priester und NS-Opfer | 47    |       |
| 13. November | Wilhelm Nellemose                                         | dänischer Kapitän und Generalsekretär des International Council for the Exploration of the Sea                                  | 54    |       |
| 13. November | Hans Schlenck                                             | deutscher Schauspieler, Theaterregisseur und Theaterintendant                                                                   | 43    |       |
| 13. November | Hagbarth Martin Schytte-Berg                              | norwegischer Architekt | 84    |       |
| 13. November | Herbert Simoleit                                          | deutscher Priester und Widerstandskämpfer                                                                                       | 36    |       |
| 13. November | Alphonse Thommen                                          | Schweizer Unternehmer | 80    |       |
| 13. November | Iossif Pawlowitsch Utkin                                  | sowjetischer Dichter und Journalist                                                                                             | 41    |       |
| 13. November | Emil Wölk                                                 | deutscher kommunistischer Widerstandskämpfer                                                                                    | 41    |       |
| 14. November | Theodor Buttenbruch                                       | deutscher römisch-katholischer Geistlicher, Steyler Missionar und Märtyrer                                                      | 58    |       |
| 14. November | Walter Cramer                                             | deutscher Textilunternehmer und Vertrauter Carl Friedrich Goerdelers                                                            | 58    |       |
| 14. November | Cyrus Dallin                                              | US-amerikanischer Bogenschütze                                                                                                  | 82    |       |
| 14. November | Trafford Leigh-Mallory                                    | britischer Luftmarschall | 52    |       |
| 14. November | Bernhard Letterhaus                                       | deutscher Widerstandskämpfer, Gewerkschaftsführer und Politiker (Zentrum), MdL                                                  | 50    |       |
| 14. November | Ferdinand von Lüninck                                     | deutscher Gutsbesitzer und Offizier                                                                                             | 56    |       |
| 14. November | Otto Schimek                                              | österreichischer Soldat der Wehrmacht und Opfer der NS-Militärjustiz                                                            | 19    |       |
| 14. November | Stanley Price Weir                                        | australischer Offizier und Beamter                                                                                              | 78    |       |
| 15. November | Smith W. Brookhart                                        | US-amerikanischer Politiker | 75    |       |
| 15. November | Edith Durham                                              | britische Balkanreisende, Illustratorin und Schriftstellerin                                                                    | 80    |       |
| 15. November | Fritz Eckert                                              | deutscher Jurist und Politiker                                                                                                  | 67    |       |
| 15. November | Carl Flesch                                               | ungarischer Violinist, Violinlehrer und Musikschriftsteller                                                                     | 71    |       |
| 15. November | Carl Muth                                                 | deutscher Publizist | 77    |       |
| 15. November | Emília Pomar                                              | portugiesische Schriftstellerin und Dichterin                                                                                   | 87    |       |
| 15. November | Franz Seeck                                               | deutscher Architekt und Kunstgewerbler                                                                                          | 70    |       |
| 15. November | Etty von Stein zu Nord- und Ostheim                       | Organisatorin von Volksküchen                                                                                                   | 72    |       |
| 15. November | Giuseppe Vicentini                                        | italienischer Physiker und Seismologe                                                                                           | 84    |       |
| 16. November | Theodor Beaucamp                                          | deutscher Verwaltungsbeamter, Landrat des Landkreises Düren                                                                     | 52    |       |
| 16. November | Georg Bessau                                              | deutscher Kinderarzt und Hochschullehrer                                                                                        | 60    |       |
| 16. November | Charles Marion                                            | französischer Dressurreiter | 57    |       |
| 16. November | Rudolf Mehmke                                             | deutscher Mathematiker | 87    |       |
| 16. November | Wilhelm Müller                                            | deutscher Politiker (KPD/SPD)                                                                                                   | 53    |       |
| 16. November | Hans Müri                                                 | Schweizer Politiker | 83    |       |
| 16. November | Peter Josef Schmitz                                       | deutscher Politiker, Oberbürgermeister von Düren (1933–1942)                                                                    | 65    |       |
| 16. November | Auguste Staudinger                                        | deutsche Frauenrechtlerin | 92    |       |
| 16. November | Marie Elisabeth Leonie Gertrud Paula zu Stolberg-Stolberg | deutsche Widerstandskämpferin gegen den Nationalsozialismus und Judenhelferin                                                   | 32    |       |
| 17. November | Margaret Lesley Bush-Brown                                | US-amerikanische Malerin und Radiererin                                                                                         | 87    |       |
| 17. November | Jan Houtman                                               | niederländischer Widerstandskämpfer, der während der deutschen Besatzung im Zweiten Weltkrieg ermordet wurde                    |       |       |
| 17. November | Anton Huber                                               | österreichischer Landwirt und Politiker (CS), MdL (Burgenland)                                                                  | 63    |       |
| 17. November | Erasmus von Jakimow                                       | deutscher Maler und Autor | 26    |       |
| 17. November | Karl von Rettberg                                         | preußischer Oberst | 79    |       |
| 17. November | Ellison D. Smith                                          | US-amerikanischer Politiker | 80    |       |
| 18. November | Georg Fritz                                               | deutscher Finanzbeamter, Geheimer Regierungsrat und Publizist                                                                   | 78    |       |
| 18. November | Richard Gohert                                            | deutscher kommunistischer Widerstandskämpfer gegen den Nationalsozialismus                                                      | 49    |       |
| 18. November | Hans Klein                                                | deutscher Offizier, zuletzt Generalmajor im Zweiten Weltkrieg                                                                   | 53    |       |
| 18. November | Theodor Körner                                            | deutscher Schulreformer und Verbandsfunktionär                                                                                  | 64    |       |
| 18. November | Makiguchi Tsunesaburō                                     | japanischer Philosoph und Pädagoge sowie Gründer der Soka Kyoiku Gakkai                                                         | 73    |       |
| 18. November | Karl Marxer                                               | liechtensteinischer Politiker (FBP)                                                                                             | 64    |       |
| 18. November | Enzo Sereni                                               | italienischer Zionist und Widerstandskämpfer gegen den Faschismus                                                               | 39    |       |
| 19. November | Ludwig Dettmann                                           | deutscher Maler | 79    |       |
| 19. November | Margit Frankau                                            | österreichische Diakonisse und Opfer des Holocaust                                                                              | 55    |       |
| 19. November | Heinz Heydrich                                            | deutscher SS-Obersturmführer | 39    |       |
| 19. November | Carl Lafite                                               | österreichischer Pianist und Komponist                                                                                          | 72    |       |
| 19. November | Hans Niklas                                               | deutscher Agrarwissenschaftler                                                                                                  | 60    |       |
| 20. November | Bastiaan Jan Ader                                         | niederländischer Geistlicher und Widerständler                                                                                  | 34    |       |
| 20. November | William D. Connor                                         | US-amerikanischer Politiker | 80    |       |
| 20. November | Leo Drabent                                               | deutscher Widerstandskämpfer gegen den Nationalsozialismus                                                                      | 45    |       |
| 20. November | Roger W. Hulburd                                          | US-amerikanischer Jurist und Politiker                                                                                          | 88    |       |
| 20. November | Maria Jacobini                                            | italienische Schauspielerin beim heimischen und deutschen Film                                                                  | 54    |       |
| 20. November | Willi Jungmittag                                          | deutscher Fotoreporter, Widerstandskämpfer und NS-Opfer                                                                         | 36    |       |
| 20. November | Aharon Avraham Kabak                                      | hebräischer Schriftsteller | 63    |       |
| 20. November | Agnes Neuhaus                                             | deutsche Politikerin (Zentrum), MdR                                                                                             | 90    |       |
| 20. November | Hans Neumann                                              | deutscher Widerstandskämpfer gegen den Nationalsozialismus                                                                      | 36    |       |
| 20. November | Emma Reik                                                 | slowakische Widerstandskämpferin                                                                                                | 30    |       |
| 20. November | Ferdinand Thomas                                          | deutscher Widerstandskämpfer | 31    |       |
| 20. November | Norman Wilks                                              | kanadischer Pianist und Musikpädagoge                                                                                           | 59    |       |
| 20. November | Johann Edwin Wolfensberger                                | Schweizer Drucker | 71    |       |
| 21. November | Joseph Caillaux                                           | französischer Staatsmann der Dritten Republik und von Juni 1911 bis Januar 1912 Premierminister                                 | 81    |       |
| 21. November | Franz Hecker                                              | deutscher Maler und Graphiker                                                                                                   | 74    |       |
| 21. November | Adolf Jäger                                               | deutscher Fußballspieler | 55    |       |
| 21. November | Ferenc Kemény                                             | ungarischer Pädagoge und Humanist, Gründungsmitglied des Internationalen Olympischen Komitees (IOC)                             | 84    |       |
| 21. November | Walter Lieck                                              | deutscher Schauspieler | 38    |       |
| 21. November | Der Ling                                                  | chinesische Autorin | 59    |       |
| 21. November | Karl Müller                                               | deutscher Politiker (NSDAP), MdR                                                                                                | 65    |       |
| 21. November | Leopoldine Padaurek                                       | österreichische Metallarbeiterin und Widerstandskämpferin                                                                       | 46    |       |
| 21. November | Maurice Paléologue                                        | französischer Diplomat und Schriftsteller                                                                                       | 85    |       |
| 21. November | Harald Quedenfeldt                                        | deutscher Maler, Bühnenbildner und Theatermann im Widerstand gegen den Nationalsozialismus                                      | 39    |       |
| 21. November | Julius Voegtli                                            | Schweizer Maler | 65    |       |
| 21. November | Jakob Weimer                                              | deutscher Politiker (SPD), MdR                                                                                                  | 57    |       |
| 22. November | Jacques Boulenger                                         | französischer Romanist, Mediävist, Literaturgeschichtler, Literaturkritiker, Sprachpurist und Schriftsteller                    | 65    |       |
| 22. November | Leander Czerny                                            | österreichischer Insektenforscher, Dipterologe, Abt von Kremsmünster                                                            | 85    |       |
| 22. November | Arthur Stanley Eddington                                  | britischer Astrophysiker | 61    |       |
| 22. November | Paul Gütl                                                 | österreichischer Architekt | 69    |       |
| 22. November | Sadakichi Hartmann                                        | amerikanischer Dichter, Essayist, Kunstkritiker, Bühnenautor und Schauspieler                                                   | 77    |       |
| 22. November | Johann Keks                                               | Verbandsfunktionär und Volkstumspolitiker im Königreich Jugoslawien                                                             | 58    |       |
| 22. November | August Koebig                                             | deutscher Fabrikant | 89    |       |
| 22. November | Gleb Jewgenjewitsch Kotelnikow                            | russischer Erfinder | 72    |       |
| 22. November | Emil Ohly                                                 | deutscher lutherischer Geistlicher                                                                                              | 59    |       |
| 22. November | Domingo Prat                                              | argentinischer Gitarrist, Komponist und Musikpädagoge                                                                           | 58    |       |
| 22. November | Fritz Pröll                                               | deutsches Mitglied der Roten Hilfe, KZ-Häftling in Dora-Mittelbau                                                               | 29    |       |
| 22. November | Kusma Tschorny                                            | weißrussischer Schriftsteller und literarischer Übersetzer                                                                      | 44    |       |
| 23. November | August Klingler                                           | deutscher Fußballspieler | 26    |       |
| 23. November | Rudolf Lohse                                              | deutscher SS-Brigadeführer | 40    |       |
| 23. November | Hans Mathis                                               | deutscher Maler | 62    |       |
| 23. November | Helene Pagés                                              | deutsche Autorin | 80    |       |
| 23. November | Erna Wazinski                                             | deutsches NS-Opfer des nationalsozialistischen Sondergerichts Braunschweig                                                      | 19    |       |
| 24. November | Paul Denso                                                | deutscher Lepidopterologe | 71    |       |
| 24. November | Paul Draudt                                               | preußischer Offizier und Generalsekretär des Deutschen Roten Kreuzes (DRK)                                                      | 67    |       |
| 24. November | Dudley Garrett                                            | kanadischer Eishockeyspieler | 20    |       |
| 24. November | Bayume Mohamed Husen                                      | afrikanisch-deutscher Askari, Schauspieler und NS-Opfer                                                                         | 40    |       |
| 24. November | Heinrich Kloppers                                         | deutscher Widerständler gegen das NS-Regime                                                                                     | 53    |       |
| 24. November | Adriaan Pit                                               | niederländischer Kunsthistoriker und Museumsdirektor                                                                            | 84    |       |
| 24. November | Carl Alexander von Riepenhausen                           | deutscher Diplomat und Politiker                                                                                                | 67    |       |
| 24. November | Ell Wendt                                                 | deutsche Schriftstellerin | 48    |       |
| 25. November | Georg Dascher                                             | deutscher Handballspieler | 33    |       |
| 25. November | Arturo Nathan                                             | italienischer Maler | 52    |       |
| 25. November | Koloman Tomsich                                           | österreichischer Politiker (SDAP), Landtagsabgeordneter                                                                         | 58    |       |
| 26. November | Paul Brosig                                               | deutscher römisch-katholischer Geistlicher und Märtyrer                                                                         | 55    |       |
| 26. November | Florence Foster Jenkins                                   | US-amerikanische Mäzenin und Amateur-Sängerin                                                                                   | 76    |       |
| 26. November | Karl Gärtner                                              | badischer Ministerialdirektor                                                                                                   | 47    |       |
| 26. November | Theodor Geib                                              | deutscher General der Artillerie                                                                                                | 59    |       |
| 26. November | Christian Hess                                            | österreichischer Maler und Bildhauer                                                                                            | 48    |       |
| 26. November | Edward Johnston                                           | britischer Kalligraf, Typograf und Lehrer                                                                                       | 72    |       |
| 26. November | Eduard Lucerna                                            | österreichischer Komponist | 75    |       |
| 26. November | Otto Roth                                                 | deutscher Chirurg | 81    |       |
| 27. November | Friedrich Aue                                             | Widerstandskämpfer gegen den Nationalsozialismus                                                                                | 48    |       |
| 27. November | Margarete Dessoff                                         | deutsche Chorleiterin und Gesangslehrerin                                                                                       | 70    |       |
| 27. November | Hermann Gehri                                             | deutscher Maler | 65    |       |
| 27. November | Richard Felix Kaszemeik                                   | deutscher Pazifist und Deserteur                                                                                                | 30    |       |
| 27. November | Johann Baptist Knebel                                     | deutscher katholischer Geistlicher, badischer Landtagsabgeordneter                                                              | 72    |       |
| 27. November | Georg Kraft                                               | deutscher Prähistoriker | 50    |       |
| 27. November | Hans Krüger                                               | deutscher Widerstandskämpfer gegen den Nationalsozialismus                                                                      | 40    |       |
| 27. November | Lisa Kümmel                                               | deutsche Malerin und Kunstgewerblerin                                                                                           | 47    |       |
| 27. November | Leonid Isaakowitsch Mandelstam                            | russisch-sowjetischer Physiker                                                                                                  | 65    |       |
| 27. November | Willi Sänger                                              | deutscher Kommunist und Widerstandskämpfer                                                                                      | 50    |       |
| 27. November | Gustav Schaub                                             | deutscher Kunstmaler | 69    |       |
| 27. November | Walter Siemund                                            | deutscher Schlosser | 48    |       |
| 27. November | Hermann Tempel                                            | deutscher Politiker (SPD), MdR                                                                                                  | 54    |       |
| 27. November | Herbert Tschäpe                                           | deutscher Kommunist, Spanienkämpfer und KZ-Häftling                                                                             | 31    |       |
| 28. November | Martin Ebell                                              | deutscher Astronom | 73    |       |
| 28. November | Elsbeth Ebertin                                           | deutsche Astrologin, Graphologin und Schriftstellerin                                                                           | 64    |       |
| 28. November | Ferdinand Gohin                                           | französischer Romanist | 77    |       |
| 28. November | Rudolf Gyptner                                            | deutscher Kommunist und Widerstandskämpfer                                                                                      | 21    |       |
| 28. November | Friedrich Jendrosch                                       | deutscher Politiker (KPD), MdR                                                                                                  | 54    |       |
| 28. November | Karl Kaufmann                                             | deutscher Verwaltungsbeamter und Schriftsteller                                                                                 | 81    |       |
| 28. November | Otto Weltzien                                             | deutscher Autor, Redakteur und Herausgeber                                                                                      | 71    |       |
| 28. November | Willi Wigold                                              | deutscher Fußballspieler | 34    |       |
| 29. November | Frank Danford Abbott                                      | US-amerikanischer Pianist, Musikkritiker und Komponist                                                                          | 91    |       |
| 29. November | Edward C. Eicher                                          | US-amerikanischer Politiker | 65    |       |
| 29. November | George Hill                                               | neuseeländischer Langstreckenläufer                                                                                             | 53    |       |
| 29. November | Marcell Komor                                             | ungarischer Architekt | 76    |       |
| 29. November | Charly Kracker                                            | deutscher Schauspieler bei Bühne und Film                                                                                       | 39    |       |
| 29. November | Erik Perwe                                                | schwedischer Pfarrer und Gegner des Nationalsozialismus                                                                         | 39    |       |
| 30. November | Bernhard Dürken                                           | deutscher Universitätsprofessor und Mitbegründer der Ganzheitsbiologie                                                          | 63    |       |
| 30. November | Albert B. Fall                                            | US-amerikanischer Farmer, Soldat, Jurist und Politiker (Republikanische Partei)                                                 | 83    |       |
| 30. November | Lisl Frank                                                | tschechoslowakische Sängerin | 33    |       |
| 30. November | Elisabeth Charlotte Gloeden                               | deutsche Widerstandskämpferin im Dritten Reich                                                                                  | 40    |       |
| 30. November | Erich Gloeden                                             | deutscher Architekt und Widerstandskämpfer                                                                                      | 56    |       |
| 30. November | Max Halbe                                                 | deutscher Schriftsteller | 79    |       |
| 30. November | Else Himmelheber                                          | deutsche Widerstandskämpferin                                                                                                   | 39    |       |
| 30. November | Jens Jessen                                               | Widerstandskämpfer | 48    |       |
| 30. November | Elisabeth Kuznitzky                                       | deutsche Widerstandskämpferin im Dritten Reich                                                                                  | 66    |       |
| 30. November | Gertrud Lutz                                              | deutsche Widerstandskämpferin                                                                                                   | 34    |       |
| 30. November | Paul Masson                                               | französischer Radsportler | 70    |       |
| 30. November | Eoin O’Duffy                                              | irischer Politiker und Militär                                                                                                  | 52    |       |
|              | Endre Kádár                                               | ungarischer Schriftsteller | 57    |       |
|              | Leo Klein von Diepold                                     | deutscher Landschafts- und Figurenmaler sowie Grafiker der Düsseldorfer Schule                                                  | 79    |       |
|              | Herbert Paatz                                             | deutscher Journalist und Kinderbuchautor                                                                                        | 45    |       |
|              | Berthold Storfer                                          | Leiter des Ausschusses für jüdische Überseetransporte                                                                           | 63    |       |

## Dezember
| Tag          | Name                                             | Beruf, bekannt als | Alter | Beleg |
| ------------ | ------------------------------------------------ | --- | ----- | ----- |
| 1. Dezember  | Jules-Auguste-Ghislain Bastin                    | belgischer Generalmajor                                                                                                  | 55    |       |
| 1. Dezember  | Friedrich Busch                                  | deutscher evangelischer Theologe                                                                                         | 35    |       |
| 1. Dezember  | Eduard Flechsig                                  | deutscher Kunsthistoriker und Museumsbeamter                                                                             | 80    |       |
| 1. Dezember  | Friedrich Hohn                                   | deutscher Kommunalpolitiker                                                                                              | 36    |       |
| 1. Dezember  | Viktor Ferdinand Schiffner                       | österreichischer Botaniker                                                                                               | 82    |       |
| 2. Dezember  | Josef Lhévinne                                   | russisch-US-amerikanischer Pianist                                                                                       | 69    |       |
| 2. Dezember  | Filippo Tommaso Marinetti                        | italienischer Dichter, Begründer des Futurismus                                                                          | 67    |       |
| 2. Dezember  | Lilly Meyer-Wedell                               | deutsche Kinderärztin und Mitgründerin des Bundes Deutscher Ärztinnen                                                    | 63    |       |
| 2. Dezember  | Adolf Josef Storfer                              | österreichischer Schriftsteller, Journalist und Verleger                                                                 |       |       |
| 2. Dezember  | Fidejustus Walther                               | deutscher Verwaltungsjurist                                                                                              | 68    |       |
| 3. Dezember  | Andreas von Griechenland                         | Prinz von Griechenland                                                                                                   | 62    |       |
| 3. Dezember  | Oscar Bondy                                      | österreichischer Unternehmer und Kunstsammler                                                                            | 74    |       |
| 4. Dezember  | Alberto Vojtěch Frič                             | tschechischer Kakteensammler und Pflanzenjäger                                                                           | 62    |       |
| 4. Dezember  | Salvator Issaurel                                | französischer Opernsänger (Tenor) und Musikpädagoge                                                                      | 73    |       |
| 4. Dezember  | Alfred Jung                                      | deutscher Kommunist und Widerstandskämpfer                                                                               | 36    |       |
| 4. Dezember  | Paul Junius                                      | deutscher Kommunist und Widerstandskämpfer                                                                               | 43    |       |
| 4. Dezember  | Gerhard Kaun                                     | deutscher Kommunist und Widerstandskämpfer                                                                               | 33    |       |
| 4. Dezember  | Karl Knapp                                       | österreichischer Politiker (SPÖ), Mitglied des Bundesrates                                                               | 56    |       |
| 4. Dezember  | Wilhelm Pargmann                                 | deutscher Politiker (SPD), Landtagsabgeordneter                                                                          | 60    |       |
| 4. Dezember  | Vicente Bartolomeu Maria Priante                 | brasilianischer Ordensgeistlicher, Bischof von Corumbá                                                                   | 61    |       |
| 4. Dezember  | Adolf Steiner                                    | deutscher Wasserbautechniker und Architekt                                                                               | 69    |       |
| 4. Dezember  | Henry Thomsen                                    | dänischer Widerstandskämpfer                                                                                             | 38    |       |
| 4. Dezember  | Helmut Wagner                                    | deutscher kommunistischer Widerstandskämpfer gegen den Nationalsozialismus und NS-Opfer                                  | 33    |       |
| 5. Dezember  | Eugen Boelling                                   | deutscher Verwaltungsjurist, Landrat in Ostpreußen                                                                       | 57    |       |
| 5. Dezember  | Walther Eberbach                                 | deutscher Bildhauer, Maler, Grafiker, Medailleur und Ziseleur                                                            | 78    |       |
| 5. Dezember  | Hanns Georg Heintschel-Heinegg                   | österreichischer Widerstandskämpfer                                                                                      | 25    |       |
| 5. Dezember  | Johann Maras                                     | österreichischer Schaffner und Widerstandskämpfer gegen den Nationalsozialismus                                          | 52    |       |
| 5. Dezember  | Elsa Oeltjen-Kasimir                             | deutsch-slowenische Bildhauerin, Malerin und Grafikerin                                                                  | 57    |       |
| 5. Dezember  | Wolfgang Pogner                                  | österreichischer Laborant und Opfer der NS-Militärjustiz                                                                 | 20    |       |
| 5. Dezember  | Karl Punzer                                      | österreichischer Widerstandskämpfer gegen den Nationalsozialismus                                                        | 32    |       |
| 5. Dezember  | Carl Vogl                                        | deutscher Theologe | 78    |       |
| 6. Dezember  | Richard Böninger                                 | deutscher Jurist und Politiker                                                                                           | 70    |       |
| 6. Dezember  | Adolph Olson Eberhart                            | US-amerikanischer Politiker                                                                                              | 74    |       |
| 6. Dezember  | Rudolf Harlaß                                    | deutscher KPD-Funktionär und antifaschistischer Widerstandskämpfer                                                       | 52    |       |
| 6. Dezember  | Heinrich Häuser                                  | Landtagsabgeordneter Volksstaat Hessen                                                                                   | 62    |       |
| 6. Dezember  | Robert Monier                                    | französischer Segler und Rugbyspieler                                                                                    | 59    |       |
| 6. Dezember  | Sigmund von Sallwürk                             | deutscher Maler und Grafiker                                                                                             | 70    |       |
| 6. Dezember  | Werner Sengenhoff                                | deutscher Psychiater und Euthanasietäter                                                                                 | 38    |       |
| 6. Dezember  | Karl Wilhelm Verhoeff                            | deutscher Zoologe und Entomologe                                                                                         | 77    |       |
| 7. Dezember  | Wilhelm Ahlmann                                  | deutscher Bankier | 49    |       |
| 7. Dezember  | Konrad Dreher                                    | deutscher Film- und Theaterschauspieler, Charakter- und Gesangskomiker in der Stimmlage Tenorbuffo                       | 85    |       |
| 7. Dezember  | Robert Jackson Emerson                           | britischer Bildhauer, Maler und Medailleur                                                                               | 66    |       |
| 7. Dezember  | Gerhard Palitzsch                                | deutscher SS-Hauptscharführer im KZ Auschwitz                                                                            | 31    |       |
| 7. Dezember  | Julius von Raatz-Brockmann                       | deutscher Konzertsänger (Bariton) und Gesangspädagoge                                                                    | 74    |       |
| 7. Dezember  | Hans Schmitz-Wiedenbrück                         | deutscher Maler | 37    |       |
| 8. Dezember  | Bryant B. Brooks                                 | US-amerikanischer Politiker, Gouverneur                                                                                  | 83    |       |
| 8. Dezember  | Rod Cless                                        | US-amerikanischer Dixieland Jazz-Musiker (Saxophon, Klarinette)                                                          | 37    |       |
| 8. Dezember  | Julius Faulwasser                                | deutscher Architekt und Bauhistoriker                                                                                    | 89    |       |
| 8. Dezember  | Ehrengard Frank-Schultz                          | deutsche Diakonisse und Opfer der NS-Kriegsjustiz                                                                        | 59    |       |
| 8. Dezember  | Helene Gotthold                                  | deutsche Krankenschwester, Zeugin Jehovas und NS-Opfer                                                                   | 47    |       |
| 8. Dezember  | Walter Hasenfus                                  | US-amerikanischer Kanute                                                                                                 | 28    |       |
| 8. Dezember  | Elli Hatschek                                    | deutsche Widerstandskämpferin und NS-Opfer                                                                               | 43    |       |
| 8. Dezember  | Wim Henneicke                                    | niederländischer Kollaborateur                                                                                           | 35    |       |
| 8. Dezember  | Emma Hölterhoff                                  | deutsche Hausfrau und NS-Opfer                                                                                           | 40    |       |
| 8. Dezember  | Olga von Holzhausen                              | österreichische Malerin                                                                                                  | 73    |       |
| 8. Dezember  | Luise Kautsky                                    | Kommunalpolitikerin (USPD)                                                                                               | 80    |       |
| 8. Dezember  | Franz Kulstrunk                                  | österreichischer Maler                                                                                                   | 83    |       |
| 8. Dezember  | Gustav Leo                                       | deutscher Bauingenieur und Oberbaudirektor                                                                               | 76    |       |
| 8. Dezember  | Hermann Levinger                                 | deutscher Oberamtmann und Opfer des Nationalsozialismus                                                                  | 79    |       |
| 8. Dezember  | Henriette Meyer                                  | Opfer der NS-Kriegsjustiz                                                                                                | 48    |       |
| 8. Dezember  | Elli Voigt                                       | deutsche Widerstandskämpferin                                                                                            | 32    |       |
| 8. Dezember  | Friedrich Widter                                 | österreichischer Lehrer, Kunsthistoriker und Maler                                                                       | 85    |       |
| 9. Dezember  | Laird Cregar                                     | US-amerikanischer Filmschauspieler                                                                                       | 31    |       |
| 9. Dezember  | John Wight Duff                                  | schottischer Klassischer Philologe                                                                                       | 78    |       |
| 9. Dezember  | Heinrich Hopp                                    | deutscher Politiker (CNBLP), MdR                                                                                         | 78    |       |
| 9. Dezember  | Robert Meeraus                                   | österreichischer Kunsthistoriker                                                                                         | 45    |       |
| 9. Dezember  | František Šamberger                              | tschechischer Dermatologe                                                                                                | 73    |       |
| 10. Dezember | Albert Giese                                     | deutscher Architekt | 93    |       |
| 10. Dezember | Ernst H. Graeser                                 | deutscher Maler | 60    |       |
| 10. Dezember | Paul Kreft                                       | deutscher Politiker (KPD)                                                                                                | 51    |       |
| 10. Dezember | Barbara Levinger                                 | deutsche Schauspielerin und Schriftstellerin                                                                             | 39    |       |
| 10. Dezember | Miklós Ligeti                                    | ungarischer Bildhauer | 73    |       |
| 10. Dezember | Johan Meimer                                     | estnischer Leichtathlet                                                                                                  | 40    |       |
| 10. Dezember | Paul Otlet                                       | belgischer Pionier der Informationsmanagements und Begründer der modernen Dokumentationswissenschaft                     | 76    |       |
| 10. Dezember | Hermann Stoll                                    | deutscher Geologe und Prähistoriker                                                                                      | 40    |       |
| 10. Dezember | Jan Andreas Verhoeff                             | niederländischer Widerstandskämpfer und NS-Opfer                                                                         | 33    |       |
| 10. Dezember | Ulrich Wilcken                                   | deutscher Althistoriker und Papyrologe                                                                                   | 81    |       |
| 11. Dezember | Willi Bänsch                                     | deutscher Schlosser und Widerstandskämpfer gegen das NS-Regime                                                           | 36    |       |
| 11. Dezember | Emil Gerstner                                    | deutscher Wirtschaftswissenschaftler                                                                                     | 57    |       |
| 11. Dezember | Sydney Hayes                                     | britischer Lacrossespieler                                                                                               | 53    |       |
| 11. Dezember | Joseph Maréchal                                  | belgischer Ordensgeistlicher und Philosoph                                                                               | 66    |       |
| 11. Dezember | Charles D. Millard                               | US-amerikanischer Jurist und Politiker                                                                                   | 71    |       |
| 11. Dezember | Sergei Timofejewitsch Morosow                    | russischer Unternehmer und Mäzen                                                                                         | 84    |       |
| 11. Dezember | Rudolf Schlosser                                 | Theologe, Sozialpädagoge, Quäker                                                                                         | 64    |       |
| 11. Dezember | Jacob Weber                                      | deutscher Politiker, Bürgermeister von Essen-Kray                                                                        | 72    |       |
| 11. Dezember | Gustav Wegener                                   | deutscher kommunistischer Widerstandskämpfer                                                                             | 36    |       |
| 12. Dezember | Peter Baum                                       | deutscher Kommunalpolitiker (SPD)                                                                                        | 61    |       |
| 12. Dezember | Hubert Breitschaft                               | deutscher Soldat | 41    |       |
| 12. Dezember | Bernard von Chrzanowski                          | Rechtsanwalt und Politiker, MdR                                                                                          | 83    |       |
| 12. Dezember | Max Diersche                                     | deutscher Lehrer und Erfinder                                                                                            | 72    |       |
| 12. Dezember | Antonio Giuriolo                                 | italienischer Partisan                                                                                                   | 32    |       |
| 12. Dezember | Adolf Hildenbrand                                | deutscher Kunstmaler und Hochschullehrer                                                                                 | 63    |       |
| 12. Dezember | Ernst Jaeger                                     | deutscher Jurist | 74    |       |
| 12. Dezember | Regina Jonas                                     | erste Rabbinerin Deutschlands                                                                                            | 42    |       |
| 12. Dezember | Georg von Metaxa                                 | österreichischer Tennisspieler                                                                                           | 30    |       |
| 12. Dezember | Richard Tennigkeit                               | deutscher kommunistischer Widerstandskämpfer gegen den Nationalsozialismus                                               | 44    |       |
| 12. Dezember | Paul Werkmeister                                 | deutscher Geodät | 66    |       |
| 13. Dezember | Engelbert Brinker                                | deutscher Widerstandskämpfer                                                                                             | 61    |       |
| 13. Dezember | Wassily Kandinsky                                | russischer Maler, Grafiker und Kunsttheoretiker                                                                          | 77    |       |
| 13. Dezember | Kurt Klinke                                      | deutscher Widerstandskämpfer                                                                                             | 34    |       |
| 13. Dezember | Olga Alexandrowna Sanfirowa                      | sowjetische Bomberpilotin                                                                                                | 27    |       |
| 13. Dezember | Marie Schuller                                   | österreichische Politikerin (SDAP)                                                                                       | 81    |       |
| 13. Dezember | Wilhelm Schwaner                                 | deutscher Volksschullehrer, Journalist, Publizist und Verleger                                                           | 81    |       |
| 13. Dezember | Anna Wilhelmine Catharina Veldkamp               | Besitzerin eines Cafés auf dem Hamburger Dom                                                                             | 79    |       |
| 13. Dezember | Lupe Vélez                                       | mexikanische Schauspielerin                                                                                              | 36    |       |
| 14. Dezember | Ferdinand Kobitzki                               | Gewerkschafter und Widerstandskämpfer gegen den Nationalsozialismus                                                      | 54    |       |
| 14. Dezember | Heinrich Koppel                                  | estnischer Mediziner | 80    |       |
| 14. Dezember | Wilhelm Schäfer                                  | banatschwäbischer römisch-katholischer Geistlicher und Märtyrer                                                          | 60    |       |
| 14. Dezember | Marcial Simões de Freitas e Costa                | portugiesischer Ingenieur, Architekt und Geschäftsmann                                                                   | 53    |       |
| 15. Dezember | Günther Bugge                                    | deutscher Chemiker und Chemiehistoriker                                                                                  | 59    |       |
| 15. Dezember | Hugo Eickhoff                                    | deutscher Politiker (KPD), MdHB, Widerstandskämpfer                                                                      | 38    |       |
| 15. Dezember | Kurt Gärtner                                     | deutscher Politiker (SPD, USPD)                                                                                          | 65    |       |
| 15. Dezember | Hans Holfelder                                   | deutscher Mediziner, Hochschullehrer und SS-Führer                                                                       | 53    |       |
| 15. Dezember | Hassan Israilow                                  | tschetschenischer Dichter, Journalist und Guerillakämpfer                                                                |       |       |
| 15. Dezember | Percy Maclure                                    | britischer Automobilrennfahrer                                                                                           | 37    |       |
| 15. Dezember | Glenn Miller                                     | amerikanischer Jazz-Posaunist und Bandleader                                                                             | 40    |       |
| 15. Dezember | Kurt Neifeind                                    | deutscher Regierungsrat und SS-Führer                                                                                    | 36    |       |
| 15. Dezember | Heinrich Retschury                               | österreichischer Fußballspieler und Fußballtrainer                                                                       | 57    |       |
| 15. Dezember | Martin Schlimpert                                | deutscher Diplomat | 54    |       |
| 15. Dezember | Wilhelm Stegmann                                 | deutscher Politiker (NSDAP), MdR                                                                                         | 45    |       |
| 16. Dezember | Konrad Bussemer                                  | deutscher Pastor im Bund Freier evangelischer Gemeinden in Deutschland, theologischer Lehrer und Autor                   | 70    |       |
| 16. Dezember | Fritz Fend                                       | deutscher Fußballspieler                                                                                                 | 29    |       |
| 17. Dezember | Friedrich Georg Ernst Albert                     | deutscher Agrarwissenschaftler                                                                                           | 84    |       |
| 17. Dezember | Frido Kordon                                     | österreichischer Schriftsteller und Alpinist                                                                             | 75    |       |
| 17. Dezember | Nelly Mann                                       | zweite Ehefrau von Heinrich Mann                                                                                         | 46    |       |
| 17. Dezember | Frederic McLaughlin                              | US-amerikanischer Geschäftsmann, Militär und Eishockeyfunktionär                                                         | 67    |       |
| 17. Dezember | Robert Nichols                                   | englischer Schriftsteller, Dichter und Dramatiker                                                                        | 51    |       |
| 17. Dezember | Otto Veraguth                                    | Schweizer Neurologe | 74    |       |
| 17. Dezember | Wilhelm Wacek                                    | österreichischer Komponist                                                                                               | 80    |       |
| 17. Dezember | Franz Wiegele                                    | österreichischer Maler                                                                                                   | 57    |       |
| 18. Dezember | Margarete Bruns                                  | deutsche Schriftstellerin                                                                                                | 71    |       |
| 18. Dezember | Ezekiel S. Candler                               | US-amerikanischer Politiker                                                                                              | 82    |       |
| 18. Dezember | Richard Fick                                     | deutscher Bibliothekar und Indologe                                                                                      | 77    |       |
| 18. Dezember | Max Gräter                                       | deutscher Komponist und Organist                                                                                         | 48    |       |
| 18. Dezember | Jakob Peters                                     | deutscher Agrarwissenschaftler                                                                                           | 71    |       |
| 18. Dezember | Paul Wiecke                                      | deutscher Schauspieler, Theaterleiter und Regisseur                                                                      | 82    |       |
| 19. Dezember | Paul Blau                                        | deutscher evangelischer Theologe und Autor                                                                               | 83    |       |
| 19. Dezember | Herbert Dill                                     | deutscher Leichtathlet und Olympiateilnehmer                                                                             | 36    |       |
| 19. Dezember | Rudolph Karstadt                                 | deutscher Kaufhausunternehmer                                                                                            | 88    |       |
| 19. Dezember | Otto Lange                                       | deutscher expressionistischer Maler und Graphiker                                                                        | 65    |       |
| 19. Dezember | Theo Malade                                      | deutscher Arzt und Schriftsteller                                                                                        | 75    |       |
| 19. Dezember | Domènec Mas i Serracant                          | katalanischer Organist, Kapellmeister und Komponist                                                                      | 78    |       |
| 19. Dezember | Anton Mayer                                      | deutscher Kunsthistoriker und Schriftsteller                                                                             | 65    |       |
| 19. Dezember | Alfred Neumeyer                                  | deutscher Jurist und Verbandsfunktionär                                                                                  | 77    |       |
| 19. Dezember | Helene von Reitzenstein                          | württembergische Millionärin                                                                                             | 91    |       |
| 19. Dezember | Umberto Sacchetti                                | italienischer Opernsänger                                                                                                | 70    |       |
| 19. Dezember | Willibald Wiercinski-Keiser                      | deutscher Jurist und Senator der Freien Stadt Danzig                                                                     | 56    |       |
| 20. Dezember | Abbas II.                                        | letzter Khedive von Ägypten                                                                                              | 70    |       |
| 20. Dezember | Liliane Blondeau                                 | belgische Widerstandskämpferin                                                                                           | 23    |       |
| 20. Dezember | Imre Bródy                                       | ungarischer Physiker | 52    |       |
| 20. Dezember | Nicolae Cartojan                                 | rumänischer Romanist, Rumänist und Mediävist                                                                             | 61    |       |
| 20. Dezember | Caesar von Hofacker                              | deutscher Offizier der Luftwaffe, Verschwörer des Hitlerattentates vom 20. Juli 1944                                     | 48    |       |
| 20. Dezember | Merna Kennedy                                    | amerikanische Schauspielerin                                                                                             | 36    |       |
| 20. Dezember | Walter Landauer                                  | deutscher Lektor und Verleger                                                                                            | 42    |       |
| 20. Dezember | Ferdinand Leopoldi                               | österreichischer Pianist, Komponist und Kabarettmanager                                                                  | 58    |       |
| 20. Dezember | Johnny Marvin                                    | US-amerikanischer Sänger, Musiker und Liedtexter                                                                         | 47    |       |
| 20. Dezember | George H. Moses                                  | US-amerikanischer Politiker                                                                                              | 75    |       |
| 20. Dezember | Fritz Pfeffer                                    | deutscher Zahnarzt und Opfer der Nationalsozialisten                                                                     | 55    |       |
| 20. Dezember | Wanda von Puttkamer                              | sächsische Hofdame und deutsche Autorin                                                                                  | 74    |       |
| 20. Dezember | Lino Salini                                      | deutscher Maler und Karikaturist                                                                                         | 54    |       |
| 20. Dezember | Gustav Schulenburg                               | deutscher Kommunalpolitiker, Gewerkschafter und Widerstandskämpfer                                                       | 70    |       |
| 20. Dezember | Carl Wentzel                                     | deutscher Landwirt | 68    |       |
| 21. Dezember | Artur Bednarczyk                                 | deutscher Opernsänger | 54    |       |
| 21. Dezember | Jean Bichelonne                                  | französischer Politiker und Mitglied des Vichy-Regimes                                                                   |       |       |
| 21. Dezember | Anton Paul Brüning                               | deutscher Bankdirektor                                                                                                   | 63    |       |
| 21. Dezember | Isabelino Gradín                                 | uruguayischer Fußballspieler                                                                                             | 47    |       |
| 21. Dezember | Josef Heid                                       | deutscher Politiker (SPD), MdL                                                                                           | 62    |       |
| 21. Dezember | Paulus Lieger                                    | österreichischer Benediktiner und Schulmann                                                                              | 79    |       |
| 21. Dezember | Alphonse Nickels                                 | luxemburgischer Diplomat                                                                                                 | 63    |       |
| 21. Dezember | Luitpold Weilnböck                               | deutscher Landwirt und Politiker (DNVP), MdR                                                                             | 79    |       |
| 21. Dezember | Eduard Wessel                                    | preußischer Verwaltungsbeamter und Landrat (Zentrum)                                                                     | 61    |       |
| 22. Dezember | Bernard Gijlswijk                                | niederländischer Ordensgeistlicher, römisch-katholischer Erzbischof und Diplomat des Heiligen Stuhls                     | 74    |       |
| 22. Dezember | Percy Gothein                                    | deutscher Schriftsteller und Renaissanceforscher                                                                         | 48    |       |
| 22. Dezember | Paul Hocheisen                                   | deutscher Mediziner, Reichsarzt der SA und Politiker (NSDAP), MdR                                                        | 74    |       |
| 22. Dezember | Siegbert Joseph                                  | deutscher Gynäkologe | 50    |       |
| 22. Dezember | Harry Langdon                                    | US-amerikanischer Schauspieler                                                                                           | 60    |       |
| 23. Dezember | Angela Maria Autsch                              | deutsche Nonne | 44    |       |
| 23. Dezember | Ernst von Düring                                 | deutscher Dermatologe, Venerologe und Heilpädagoge                                                                       | 86    |       |
| 23. Dezember | Rosa Eberhard                                    | österreichische kommunistische Widerstandskämpferin                                                                      | 34    |       |
| 23. Dezember | Bernhard Falk                                    | Kölner Rechtsanwalt, Justizrat und deutscher Politiker der DDP                                                           | 77    |       |
| 23. Dezember | Charles Dana Gibson                              | US-amerikanischer Cartoonist und Illustrator                                                                             | 77    |       |
| 23. Dezember | Margarete Jessernigg                             | österreichische kommunistische Widerstandskämpferin                                                                      | 37    |       |
| 23. Dezember | Peder Lykkeberg                                  | dänischer Schwimmer | 66    |       |
| 23. Dezember | Maria Peskoller                                  | österreichische kommunistische Widerstandskämpferin                                                                      | 42    |       |
| 23. Dezember | Erich Ranacher                                   | österreichischer Widerstandskämpfer und Partisan                                                                         | 21    |       |
| 23. Dezember | Josef Ribitsch                                   | österreichischer Widerstandskämpfer und Partisan                                                                         | 36    |       |
| 24. Dezember | Endre Bajcsy-Zsilinszky                          | ungarischer Politiker, Mitglied des Parlaments und Widerstandskämpfer                                                    | 58    |       |
| 24. Dezember | Ferdinand Brod                                   | deutscher Maler und Schriftsteller                                                                                       | 75    |       |
| 24. Dezember | Alfred Drury                                     | britischer Bildhauer | 88    |       |
| 24. Dezember | Otto Haese                                       | deutscher Gewerkschafter und Politiker (SPD), MdL                                                                        | 70    |       |
| 24. Dezember | Justin Luquot                                    | französischer Politiker und Résistant                                                                                    | 63    |       |
| 24. Dezember | Joseph Gustav Mraczek                            | deutscher Geiger, Komponist, Dirigent und Musiklehrer tschechischer Herkunft                                             | 66    |       |
| 24. Dezember | Hans Strobel                                     | deutscher Volkskundler                                                                                                   | 33    |       |
| 25. Dezember | François Anthoine                                | französischer Offizier, zuletzt Général de division                                                                      | 84    |       |
| 25. Dezember | Eduard Ludwig Antz                               | deutscher Ingenieur, Unternehmer, Genealoge und Autor                                                                    | 68    |       |
| 25. Dezember | Fritz Breithaupt                                 | deutscher Fregattenkapitän der Reserve der Kriegsmarine                                                                  | 52    |       |
| 25. Dezember | Alexander Graf zu Dohna-Schlodien                | deutscher Rechtswissenschaftler und Politiker (DVP), MdR                                                                 | 68    |       |
| 25. Dezember | Richard Graul                                    | deutscher Kunsthistoriker und Museumsdirektor                                                                            | 82    |       |
| 25. Dezember | Havelock Hudson                                  | britischer General | 82    |       |
| 25. Dezember | Kataoka Teppei                                   | japanischer Schriftsteller                                                                                               | 50    |       |
| 25. Dezember | Kurt Kaul                                        | deutscher Politiker (NSDAP), MdR, Generalmajor der Polizei, HSSPF Südwest                                                | 54    |       |
| 25. Dezember | Kurt Kühme                                       | deutscher Offizier, Politiker (NSDAP), MdR und SA-Führer                                                                 | 59    |       |
| 25. Dezember | Wilhelm Kutta                                    | deutscher Mathematiker                                                                                                   | 77    |       |
| 25. Dezember | Francis Preston Blair Lee                        | US-amerikanischer Politiker                                                                                              | 87    |       |
| 25. Dezember | Hermann Lodemann                                 | deutscher Jurist, Autor und Bürgermeister von Hannover-Linden                                                            | 75    |       |
| 25. Dezember | Frank Murphy                                     | US-amerikanischer Politiker                                                                                              | 47    |       |
| 25. Dezember | Wilhelm Neumann                                  | österreichisch-ungarischer Arzt und Tuberkuloseforscher                                                                  | 67    |       |
| 26. Dezember | Robert Falckenberg                               | deutscher Jurist und Richter am Volksgerichtshof                                                                         | 55    |       |
| 26. Dezember | Elzéar Hamel                                     | kanadischer Schauspieler                                                                                                 | 73    |       |
| 26. Dezember | Ernst Kapff                                      | deutscher Schriftsteller, Reformpädagoge und Archäologe                                                                  | 81    |       |
| 26. Dezember | Adam Lewenhaupt                                  | schwedischer Herold, Historiker und Heraldiker                                                                           | 83    |       |
| 26. Dezember | Rennison Manners                                 | kanadischer Eishockeyspieler und -trainer                                                                                | 40    |       |
| 26. Dezember | Werner Mulertt                                   | deutscher Romanist | 52    |       |
| 26. Dezember | Lew Wladimirowitsch Schtscherba                  | russisch-sowjetischer Slawist                                                                                            | 64    |       |
| 26. Dezember | August Streufert                                 | deutscher Politiker (SPD), MdR                                                                                           | 57    |       |
| 26. Dezember | Alexandre Villaplane                             | französischer Fußballspieler                                                                                             | 39    |       |
| 27. Dezember | Amy Beach                                        | amerikanische Komponistin und Pianistin                                                                                  | 77    |       |
| 27. Dezember | Pierre Bonny                                     | französischer Polizist, Mitglied der französischen Gestapo                                                               | 49    |       |
| 27. Dezember | Petar Danow                                      | bulgarischer spiritueller Lehrer                                                                                         | 80    |       |
| 27. Dezember | Odoardo Focherini                                | italienischer Versicherungsangestellter, Publizist, Gerechter unter den Völkern, Seliger der römisch-katholischen Kirche | 37    |       |
| 27. Dezember | Franz Gall                                       | deutscher Generalleutnant im Zweiten Weltkrieg                                                                           | 60    |       |
| 27. Dezember | Pierre Georges                                   | französischer Widerstandskämpfer (Résistance)                                                                            | 25    |       |
| 27. Dezember | Helena Kuipers-Rietberg                          | niederländische Widerstandskämpferin                                                                                     | 51    |       |
| 27. Dezember | Friedrich Hermann Löscher                        | Pfarrer und Heimatforscher des Erzgebirges                                                                               | 84    |       |
| 27. Dezember | Arnold von Möhl                                  | deutscher General der Infanterie                                                                                         | 77    |       |
| 27. Dezember | William Harrell Nellis                           | US-amerikanischer Offizier, Leutnant der U. S. Air Force                                                                 | 28    |       |
| 27. Dezember | Hans Emil Oberländer                             | deutscher Landschafts- und Porträtmaler                                                                                  | 59    |       |
| 27. Dezember | Siegfried Polack                                 | deutscher Politiker (NSDAP), MdR                                                                                         | 45    |       |
| 27. Dezember | Hannes Stelzer                                   | österreichischer Schauspieler                                                                                            | 34    |       |
| 28. Dezember | Wolf von Beckerath                               | deutscher Maler | 48    |       |
| 28. Dezember | Richard Fuchs                                    | deutscher Mathematiker                                                                                                   | 71    |       |
| 28. Dezember | Heinrich Gerland                                 | deutscher Politiker (DDP, DVP), MdR                                                                                      | 70    |       |
| 28. Dezember | Adolf de Haer                                    | deutscher Maler, Grafiker und Holzstecher des Rheinischen Expressionismus                                                | 52    |       |
| 28. Dezember | Richard Hesse                                    | deutscher Zoologe | 76    |       |
| 28. Dezember | Marcel Hic                                       | französischer Trotzkist, Sekretär der Parti ouvrier internationaliste                                                    | 29    |       |
| 28. Dezember | Frederik Muller Jzn.                             | niederländischer klassischer Philologe                                                                                   | 61    |       |
| 28. Dezember | Klawdija Iwanowna Nikolajewa                     | russische Revolutionärin und Frauenrechtlerin                                                                            |       |       |
| 28. Dezember | Margarete Pix                                    | deutsche Schauspielerin und Theaterpädagogin                                                                             | 82    |       |
| 28. Dezember | Karl Ludwig Prinz                                | österreichischer Maler und Bühnenbildner                                                                                 | 69    |       |
| 29. Dezember | Ernst Ahnert                                     | deutscher Lehrer und Stenograph                                                                                          | 85    |       |
| 29. Dezember | Otto Alscher                                     | österreichischer Schriftsteller                                                                                          | 64    |       |
| 29. Dezember | Ferdinand Birkner                                | deutscher Prähistoriker                                                                                                  | 76    |       |
| 29. Dezember | Willi Brandner                                   | deutscher Politiker (NSDAP), SS-Brigadeführer, MdR                                                                       | 35    |       |
| 29. Dezember | Allan Muhr                                       | amerikanischer Rugby-Union-Spieler, Sportfunktionär und -reporter, sowie Schauspieler in Frankreich                      | 62    |       |
| 29. Dezember | Endre Steiner                                    | ungarischer Schachspieler                                                                                                | 43    |       |
| 29. Dezember | Suetsugu Nobumasa                                | japanischer Admiral und Innenminister                                                                                    | 64    |       |
| 29. Dezember | Oskar Walzel                                     | österreichisch-deutscher Literaturwissenschaftler                                                                        | 80    |       |
| 29. Dezember | Julie Wolfthorn                                  | deutsche Malerin | 80    |       |
| 30. Dezember | Paul Aldinger                                    | deutscher evangelischer Pfarrer                                                                                          | 75    |       |
| 30. Dezember | Ernst Burger                                     | österreichischer Widerstandskämpfer, Kommunist und KZ-Häftling                                                           | 29    |       |
| 30. Dezember | Rudolf Friemel                                   | österreichischer Widerstandskämpfer, Kommunist, Teilnehmer im Spanischen Bürgerkrieg und KZ-Häftling                     | 37    |       |
| 30. Dezember | Cornelius Gellert                                | deutscher Politiker (SPD), MdR                                                                                           | 63    |       |
| 30. Dezember | Frank Gaines Harris                              | US-amerikanischer Politiker                                                                                              | 73    |       |
| 30. Dezember | Toupie Lowther                                   | britische Tennisspielerin                                                                                                |       |       |
| 30. Dezember | Lionel de Marmier                                | französischer Flieger, Brigadegeneral und Automobilrennfahrer                                                            | 47    |       |
| 30. Dezember | August Moos                                      | deutscher bedeutender Erdölgeologe jüdischer Herkunft                                                                    | 51    |       |
| 30. Dezember | Gedeon Richter                                   | ungarischer Apotheker und Begründer der modernen ungarischen Pharmaindustrie                                             | 72    |       |
| 30. Dezember | Romain Rolland                                   | französischer Schriftsteller                                                                                             | 78    |       |
| 30. Dezember | Wilhelm Sahm                                     | deutscher Schulmann, Lokalhistoriker und Chronist                                                                        | 71    |       |
| 30. Dezember | Franziska Schlopsnies                            | deutsche Mode-, Plakat- und Werbegrafikerin                                                                              | 60    |       |
| 30. Dezember | Ludwig Vesely                                    | österreichischer Widerstandskämpfer, Kommunist und KZ-Häftling                                                           | 25    |       |
| 30. Dezember | Christoph Johann Friedrich Vitzthum von Eckstädt | deutscher Jurist und Politiker, sächsischer Minister                                                                     | 81    |       |
| 31. Dezember | Charles Brodbeck                                 | Schweizer Turner | 76    |       |
| 31. Dezember | Johanna Dill-Malburg                             | deutsch-ungarische Landschaftsmalerin                                                                                    | 85    |       |
| 31. Dezember | Wilhelm Florin                                   | deutscher evangelischer Pfarrer                                                                                          | 50    |       |
| 31. Dezember | Elisabeth von Janstein                           | deutsche Dichterin und Journalistin                                                                                      | 51    |       |
| 31. Dezember | Wladimir Grigorjewitsch Jermolajew               | sowjetischer Flugzeugkonstrukteur                                                                                        | 35    |       |
| 31. Dezember | Nikolai Jewgrafowitsch Kotschin                  | russischer Mathematiker                                                                                                  | 43    |       |
| 31. Dezember | Klara May                                        | deutsche Universalerbin, Testamentsvollstreckerin, Witwe Karl Mays                                                       | 80    |       |
| 31. Dezember | Ruth McCormick-Simms                             | US-amerikanische Politikerin                                                                                             | 64    |       |
| 31. Dezember | Marian Teofil Rudnicki                           | polnischer Dirigent und Komponist                                                                                        | 56    |       |
| 31. Dezember | Julius Schlinck                                  | deutscher Industrieller                                                                                                  | 69    |       |
| 31. Dezember | Oskar Singer                                     | österreichischer Jurist, Schriftsteller, Journalist, Hauptredakteur und Opfer des Holocaust                              | 51    |       |
| 31. Dezember | Marcel Tyberg                                    | österreichischer Komponist                                                                                               | 51    |       |
| 31. Dezember | Jan Hendrik op den Velde                         | niederländischer Funktechniker und Widerstandskämpfer                                                                    | 43    |       |
|              | Willy Damson                                     | deutscher Politiker (NSDAP), MdR                                                                                         | 50    |       |
|              | Hans Dieter von Gemmingen-Maienfels              | deutscher Jurist | 42    |       |
|              | Zuzanna Ginczanka                                | polnische Lyrikerin und Opfer des Holocaust                                                                              | 27    |       |
|              | Hermann Hammerschmidt                            | deutscher Rechtsanwalt und Notar                                                                                         | 57    |       |
|              | Ernst Paul Hoffmann                              | österreichischer Psychoanalytiker                                                                                        | 53    |       |
|              | Fritz Laubenthal                                 | deutscher Landschaftsmaler                                                                                               |       |       |
|              | Fritz Smoschewer                                 | deutscher Jurist und Urheberrechtler                                                                                     | 50    |       |
|              | Fritz Thomée                                     | deutscher Verwaltungsjurist und Landrat                                                                                  | 82    |       |
|              | Paul Voigt                                       | deutscher Politiker (SPD), MdR                                                                                           | 68    |       |